# Rheinfelden (Baden)
Rheinfelden (Baden) (bis zum 7. Mai 1963 Rheinfelden, alemannisch Badisch-Rhyfälde [ˌba:dɪʃ 'ʁi:fældə]) ist eine Stadt im Südwesten Baden-Württembergs unmittelbar an der Schweizer Grenze. Sie ist nach Lörrach die zweitgrößte Stadt des Landkreises Lörrach und ein Mittelzentrum für die umliegenden Gemeinden. Die Stadt ist geschichtlich, wirtschaftlich und gesellschaftlich eng mit der Schweizer Stadt Rheinfelden auf der gegenüberliegenden Rheinseite (Grenze zwischen Deutschland und der Schweiz) verbunden.
Seit dem 1. Januar 1975 ist Rheinfelden (Baden) Große Kreisstadt. Mit der Gemeinde Schwörstadt ist die Stadt eine Vereinbarte Verwaltungsgemeinschaft eingegangen.

## Geografie

Rheinfelden im Dreiländereck

### Lage
Rheinfelden liegt unmittelbar südlich der Ausläufer des Südschwarzwalds am bis 535 m hohen Gebirgszug Dinkelberg, der sich nördlich der Kernstadt erhebt. Es befindet sich etwa 15 km (Luftlinie) östlich von Basel am rechten bzw. nördlichen Ufer des Hochrheins gegenüber der gleichnamigen Schweizer Stadt. In Rheinfelden mündet der Dürrenbach in den Rhein.

### Geologie
Siehe Ausführungen zu den Teilorten

### Nachbargemeinden
Folgende Städte und Gemeinden grenzen an die Stadt Rheinfelden (Baden) (im Uhrzeigersinn, beginnend im Westen): Grenzach-Wyhlen, Inzlingen, Lörrach, Steinen, Maulburg, Schopfheim, Schwörstadt (alle Landkreis Lörrach) sowie Rheinfelden AG (Kanton Aargau/Schweiz).

### Stadtgliederung

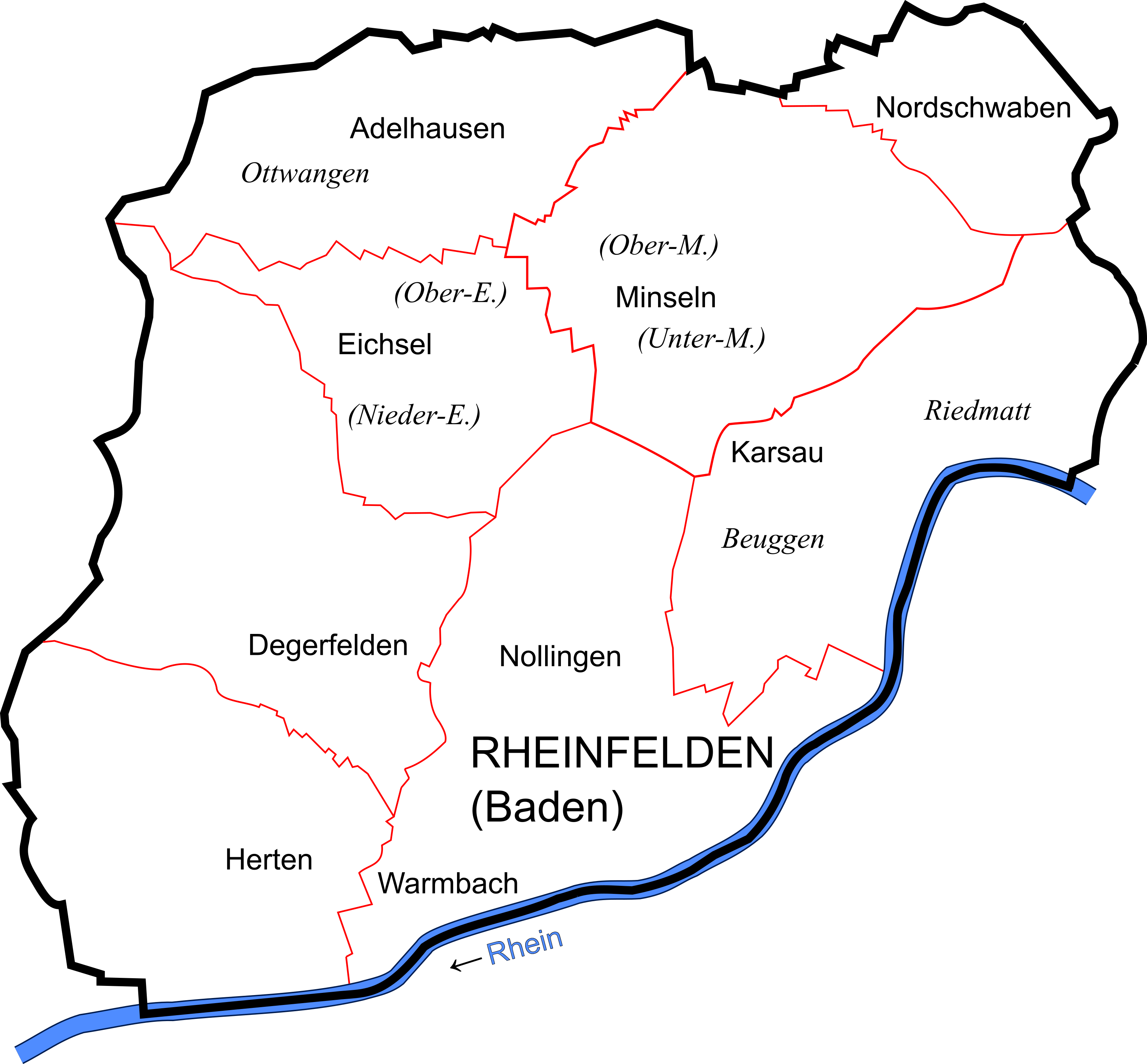
Stadtgliederung von Rheinfelden

Das Stadtgebiet besteht aus der Kernstadt, zu welcher heute auch die ehemaligen Gemeinden Nollingen und Warmbach gehören, und den im Rahmen der Gemeindereform der 1970er Jahre eingegliederten Gemeinden.
| Stadtteil    | Fläche in km² | Einwohner |
| ------------ | ------------- | --------- |
| Adelhausen   | 7,13          | 747       |
| Degerfelden  | 9,89          | 1.474     |
| Eichsel      | 5,00          | 844       |
| Herten       | 8,17          | 4.652     |
| Karsau       | 8,42          | 3.668     |
| Minseln      | 9,44          | 1.979     |
| Nordschwaben | 3,45          | 318       |
| Kernstadt    | 11,32         | 13.271    |
| Gesamt       | 62,82         | 26.953    |

|  |

1. ↑  Stand Dezember 2018

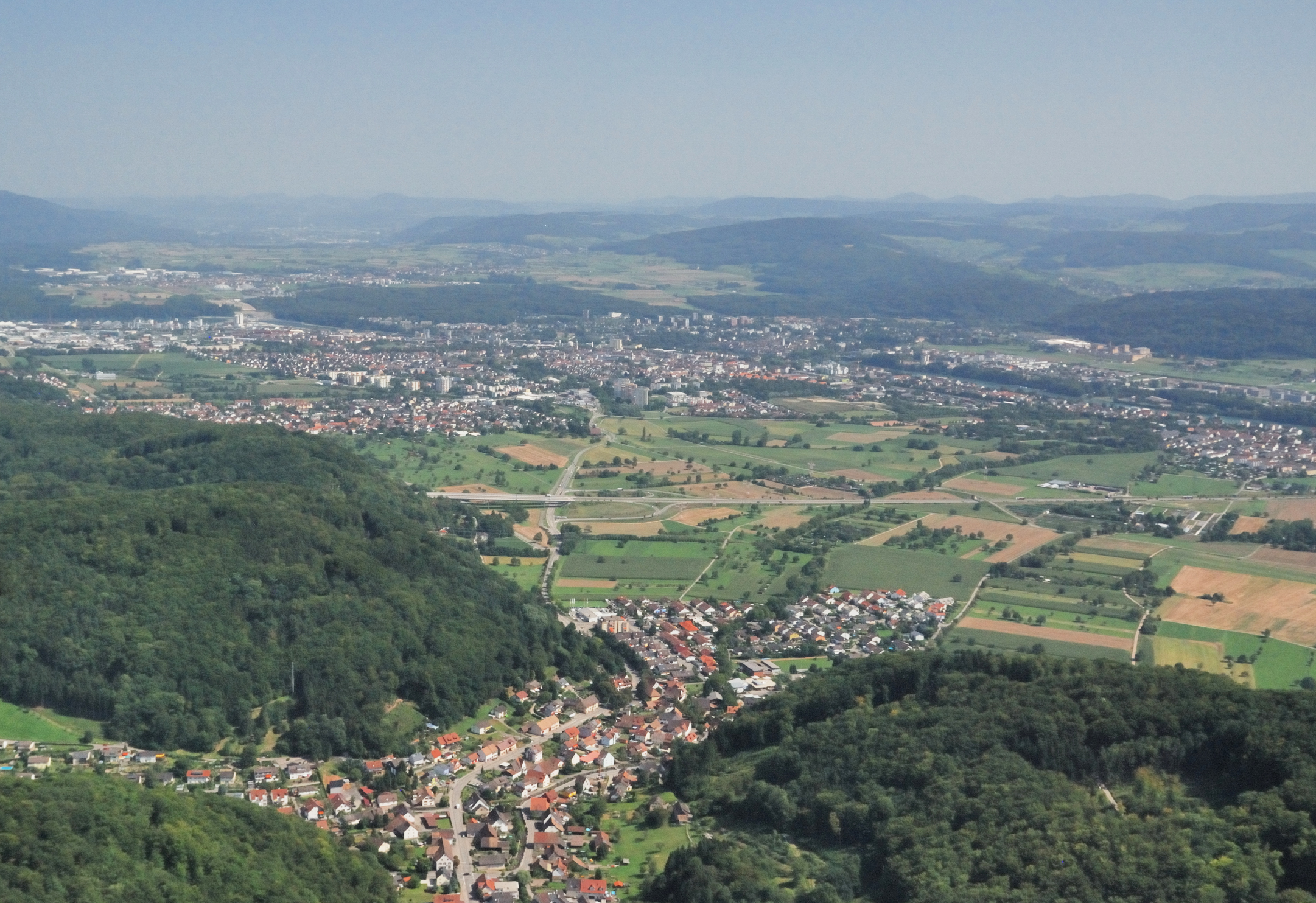
Luftbild auf Rheinfelden von westlicher Richtung, im Vordergrund der Stadtteil Degerfelden

Die sieben von 1972 bis 1975 eingegliederten Gemeinden sind zugleich Ortschaften im Sinne der baden-württembergischen Gemeindeordnung, das heißt, sie haben jeweils einen von den Wahlberechtigten bei jeder Kommunalwahl neu zu wählenden Ortschaftsrat, mit einem Ortsvorsteher als Vorsitzenden. Die Zahl der Ortschaftsräte beträgt je nach Größe der Ortschaft zwischen sechs und zwölf.
Zu den meisten Stadtteilen gehören weitere räumlich getrennte Wohnplätze mit eigenem Namen, die oft sehr wenige Einwohner haben oder Wohngebiete mit eigenem Namen, deren Bezeichnung sich im Laufe der Bebauung ergeben haben und deren Grenzen dann meist nicht genau festgelegt sind. Mit der Eingemeindung in den 1970er Jahren verfünffachte sich die Gemarkungsfläche auf 62,85 Quadratkilometer, wodurch Rheinfelden zur größten Gemeinde am Dinkelberg und zur drittgrößten im Landkreis geworden ist.

### Raumplanung
Rheinfelden (Baden) bildet ein Mittelzentrum im Bereich des Oberzentrums Lörrach/Weil am Rhein der Region Hochrhein-Bodensee. Zum Mittelbereich Rheinfelden gehören neben der Stadt Rheinfelden (Baden) noch die Gemeinden Grenzach-Wyhlen und Schwörstadt. Darüber hinaus gibt es grenzüberschreitende Verflechtungen mit den Kantonen Basel-Stadt, Basel-Landschaft und Aargau in der Schweiz.

## Geschichte

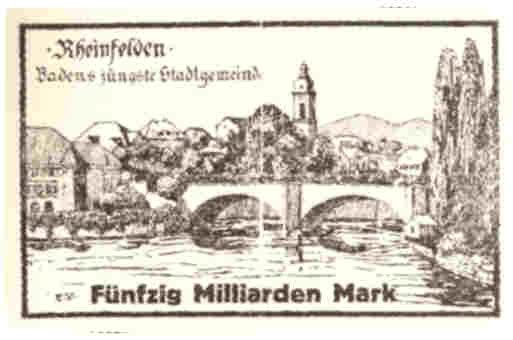
Notgeld der Stadtgemeinde Rheinfelden aus den 1920er Jahren

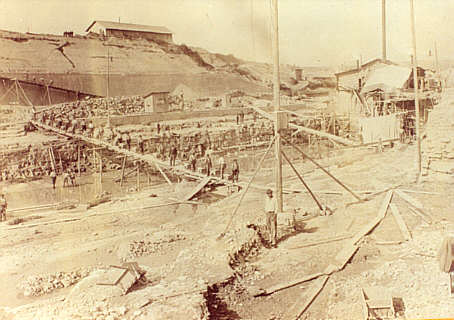
Bau des Alten Wasserkraftwerks

Das Gebiet der heutigen Kernstadt Rheinfelden (Baden) lag ursprünglich in der Landschaft Rheintal der Kameralherrschaft Rheinfelden in Vorderösterreich. Deren Verwaltungssitz, die heutige Schweizer Stadt Rheinfelden, besaß am rechten Rheinufer einen kleinen Uferstreifen im Bereich der alten Brücke, der große Rest entfiel auf die Gemeinde Nollingen. Abgesehen vom Befund eines römischen Betriebs zum Abbau von Ton für die Ziegelherstellung war die heutige Kernstadt nicht bebaut. Die Geschichte ist daher bis zum Beginn des 19. Jahrhunderts eng mit jener des schweizerischen Rheinfelden verknüpft. Die Kämpfe in der Schlacht bei Rheinfelden im Jahr 1638 und jene der Schlacht bei Rheinfelden 1678 spielten sich hauptsächlich hier auf der rechtsrheinischen Seite ab.
Infolge der Grenzziehung nach den Frieden von Lunéville und Pressburg 1801 bzw. 1805 wurde der Rhein zur Grenze zwischen Baden und der Schweiz. 1836 wurde gegenüber von Rheinfelden ein badisches Zollhaus errichtet, bei dem sich bald ein kleiner, zu Nollingen gehörender Weiler entwickelte. Am 4. Februar 1856 erfolgte die Eröffnung des ersten Abschnitts der Hochrheinbahn zwischen Basel Badischer Bahnhof und Bad Säckingen. Unweit des Zollhauses ging an der Strecke die Station bei Rheinfelden in Betrieb. Kennzeichnend für die Entwicklungsgeschichte ist, dass das Empfangsgebäude auf der Südseite der Bahntrasse errichtet wurde, in Richtung des schweizerischen Rheinfelden orientiert, Rheinfelden (Baden) jedoch bis heute nur über eine Unterführung angebunden ist.
1894 erteilten das Großherzogtum Baden und der Kanton Aargau dem Unternehmen Kraftübertragungswerke Rheinfelden (KWR) die Konzession für den Bau von Europas erstem bedeutenden Laufwasserkraftwerk. Um dessen Rentabilität zu erhöhen, schuf die KWR die Voraussetzungen zur Ansiedlung energieintensiver Industriebetriebe, die den Strom als Großkunden abnehmen sollten. Zu diesem Zweck erwarb sie insgesamt 84,5 Hektar Land, ebenso übernahm sie die Erschließung und Planung des Geländes mit Straßen, Gleisen, Wohnhäusern und Versorgungsleitungen. Kurz darauf siedelten sich große Industriebetriebe an (Seidenweberei, Aluminiumhütte, elektrochemische Werke). Die vielen, in kurzer Zeit zugezogenen Arbeiter lebten in rasch aus dem Boden gestampften Mietskasernen, die elenden Verhältnisse verbesserten sich erst im Laufe der Jahre.
Die Gemeinde Nollingen, auf deren Gebiet die Arbeitersiedlung stand, war mit der Bereitstellung der notwendigen Infrastruktur überfordert. Grund dafür war, dass die Industriebetriebe auf dem Gemeindegebiet von Karsau lagen, das somit alleine von den hohen Steuereinnahmen profitierte. Mit Genehmigung der großherzoglichen Behörden durfte Nollingen im Jahr 1900 den Karsauer Teil der Industriesiedlung für 200.000 Mark erwerben. Das badische Innenministerium gab 1901 dem neuen Nollinger Ortsteil den Namen Badisch Rheinfelden. Nollingen gehörte seinerzeit zum Bezirksamt Säckingen. 1921 wurde die Nachbargemeinde Warmbach, die bis dahin zum Bezirksamt Lörrach gehört hatte, in die Gemeinde Nollingen eingegliedert. Am 7. Oktober 1922 erhielt Nollingen die Stadtrechte. Dabei entschied man sich dafür, auch auf deutscher Seite den Namen der Schweizer Schwesterstadt Rheinfelden zu übernehmen. Seit der Kreisreform 1939 gehörte Rheinfelden (Baden) zum Landkreis Säckingen.
Der Anteil der Grenzgänger aus der Schweiz war hoch, auch während des Ersten Weltkriegs. Infolge der Hyperinflation von 1923 sank er rapide und nahm auch danach weiter ab. Aufgrund des großen Einflusses der Arbeiterbewegung und des hohen katholischen Bevölkerungsanteils blieben die Wahlergebnisse der NSDAP in Rheinfelden deutlich hinter jenen im übrigen Baden und im Reich zurück. Im Zuge der Gleichschaltung wurde Bürgermeister Eugen Walz (Zentrum) am 1. Juni 1933 zum Rücktritt gezwungen. Die grenzüberschreitenden Beziehungen zur Schweizer Nachbarschaft verschlechterten sich rasch. Entlang der Grenze bildete sich ein sozialdemokratisches Untergrundnetzwerk, das politisch Verfolgte in die Schweiz brachte und von dort Propagandamaterial schmuggelte. Der Rheinfelder SPD-Gemeinderat Franz Fischer (der erste Nachkriegsbürgermeister) veranstaltete auch nach der Machtergreifung eine Parteiversammlung im schweizerischen Rheinfelden.
Im Zweiten Weltkrieg bildeten die Rheinfelder Industriebetriebe, insbesondere die Aluminiumproduktion, ein wichtiges Element der deutschen Kriegswirtschaft. Kurz nach Beginn des Westfeldzugs wurden die ersten Kriegsgefangenen als Zwangsarbeiter zugeführt, insgesamt waren es 4074. Sämtlichen französischen Zwangsarbeitern gelang es im Herbst 1941, durch eine Massenflucht zu entkommen. Wie viele Flüchtlinge im Verlaufe des Krieges durch Ertrinken im Rhein oder durch Beschuss durch deutsche Grenzwächter ums Leben kamen, ist nicht eindeutig bezifferbar. Am 25. April 1945 nahmen französische Truppen die Stadt kampflos ein, an den vier Tagen zuvor strömten über 3000 Flüchtlinge über die Grenze. Die Franzosen riegelten die Grenze danach hermetisch ab und öffneten sie erst 1948 wieder.
Nach dem Krieg gehörte die Stadt zum Land Baden und nach Bildung von Baden-Württemberg 1952 zum Regierungsbezirk Südbaden. Die grenzüberschreitenden Beziehungen auf lokalpolitischer Ebene wurden 1954 wieder aufgenommen, waren aber sogleich einer Belastungsprobe ausgesetzt. Grund dafür waren zunehmende Fluor-Emissionen der Aluminium Rheinfelden, die vor allem auf der Schweizer Seite Schäden verursachten. Da das Unternehmen die hohen Investitionskosten für Absorptionsanlagen scheute und die Behörden aus Angst vor Arbeitsplatzverlusten nicht tätig werden wollten, kam es zum so genannten „Fluorkrieg“. Über 5000 Demonstranten zogen am 22. Juli 1958 von Möhlin zur Rheinfelder Brücke, um die sofortige Stilllegung aller nichtsanierten Öfen zu fordern. Weitere Proteste gab es in den 1970er Jahren gegen Chlor-Emissionen und in den 1980er Jahren gegen Dioxin-Emissionen.
Seit der Kreisreform 1973 gehört Rheinfelden zum Landkreis Lörrach und zur Region Hochrhein-Bodensee. Durch die Eingliederung der Nachbargemeinden überschritt die Einwohnerzahl 1973 die 20.000-Grenze. Danach stellte die Stadtverwaltung den Antrag auf Erhebung zur Großen Kreisstadt, was die Landesregierung von Baden-Württemberg dann mit Wirkung vom 1. Januar 1975 beschloss. 1998 wurden die Deutschen Straßen-Radmeisterschaften in Rheinfelden abgehalten nachdem im Jahr davor der in Südbaden beheimatete Jan Ullrich die Tour de France gewann.
Unter dem Motto „Elemente, die bewegen“ fand vom 16. Juni bis 9. September 2007 in grenzübergreifender Zusammenarbeit mit der Schweizer Nachbarstadt Rheinfelden eine „Kleine Landesgartenschau“, das „Grünprojekt 2007 beider Rheinfelden“ („Grün 07“), statt. Es stieß im Vorfeld aufgrund der Kosten zunächst auf starke Widerstände in der Bevölkerung, ein Bürgerentscheid zeigte eine deutliche Mehrheit ablehnender Stimmen, scheiterte jedoch knapp am Beteiligungsquorum.

### Eingemeindungen

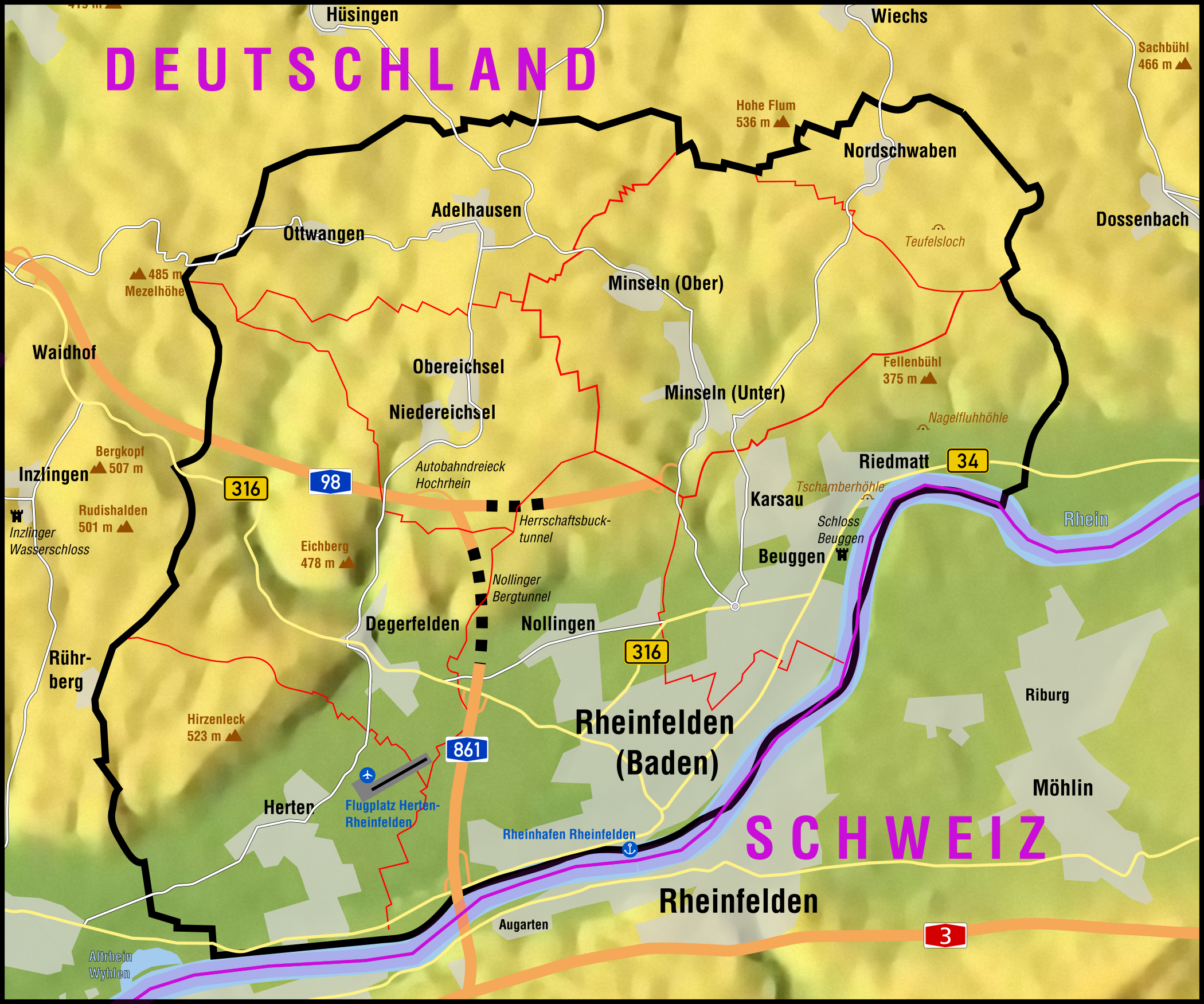
Karte der Gemeinde Rheinfelden (Baden) mit den Hauptverkehrsstraßen und den Stadtteilgrenzen

Folgende Gemeinden wurden in die Stadt Rheinfelden (Baden) eingemeindet:
- 1. Januar 1972: Degerfelden (Landkreis Lörrach), Minseln[13]
- 1. Oktober 1973: Herten[14]
- 1. Januar 1974: Eichsel[14]
- 1. März 1974: Nordschwaben[14]
- 1. Juli 1974: Adelhausen[14]
- 1. Januar 1975: Karsau[15]

### Einwohnerentwicklung
Einwohnerzahlen nach dem jeweiligen Gebietsstand. Bis 1919 handelt es sich um Zahlen der Gemeinde Nollingen. Die Zahlen sind Volkszählungsergebnisse (¹) oder amtliche Fortschreibungen der jeweiligen Statistischen Ämter (nur Hauptwohnsitze).
| Jahr                 | Einwohner |
| -------------------- | --------- |
| 1755                 | 440       |
| 1855                 | 697       |
| 1890                 | 735       |
| 1900                 | 2.351     |
| 1. Dezember 1910 ¹   | 3.322     |
| 1919 ¹               | 3.612     |
| 16. Juni 1925 ¹      | 5.304     |
| 16. Juni 1933 ¹      | 6.511     |
| 17. Mai 1939 ¹       | 7.452     |
| 13. September 1950 ¹ | 9.084     |
| 6. Juni 1961 ¹       | 14.642    |

| Jahr              | Einwohner |
| ----------------- | --------- |
| 27. Mai 1970 ¹    | 16.400    |
| 31. Dezember 1975 | 27.500    |
| 31. Dezember 1980 | 27.415    |
| 25. Mai 1987 ¹    | 27.453    |
| 31. Dezember 1990 | 29.148    |
| 31. Dezember 1995 | 30.989    |
| 31. Dezember 2000 | 31.861    |
| 31. Dezember 2005 | 32.226    |
| 31. Dezember 2010 | 32.330    |
| 31. Dezember 2015 | 32.756    |
| 31. Dezember 2020 | 32.919    |

¹ Volkszählungsergebnis

Einwohnerentwicklung von Rheinfelden von 1755 bis 2016

Der Anteil ausländischer Staatsangehöriger betrug im Jahr 2008 im Hinblick auf die Gesamtbevölkerung der Stadt Rheinfelden 14,2 %.

## Religionen

### Konfessionsstatistik
Gemäß der Volkszählung 2011 waren 26,4 % der Einwohner evangelisch, 40,4 % römisch-katholisch und 33,2 % als Konfessionslose oder einen anderen Religionsgemeinschaft an. 2019 waren von den 33.000 Einwohnern 7.335 (22,2 %) evangelisch und 11.374 (34,5 %) römisch-katholisch.

### Katholisch

#### Römisch-katholisch
Das Gebiet der heutigen Stadt Rheinfelden (Baden) gehörte zunächst zum Bistum Konstanz und war dem Archidiakonat Breisgau unterstellt. Infolge der Zugehörigkeit der Orte zur habsburgischen Herrschaft Rheinfelden bzw. zum Deutschen Orden, konnte sich die Reformation nicht durchsetzen. Daher blieb das Gebiet bis ins 19. Jahrhundert überwiegend katholisch. Nach Auflösung des Bistums Konstanz kamen die katholischen Gemeinden zum neu gegründeten Erzbistum Freiburg. Hier gehören sie zum Dekanat Säckingen, das heute seinen Sitz in Rheinfelden, Ortsteil Herten, hat. Es gibt folgende Kirchengemeinden, die zu drei Seelsorgeeinheiten zusammengeschlossen sind: Seelsorgeeinheit Dinkelberg (St. Michael Beuggen (mit Karsau), St. Gallus Eichsel (mit Adelhausen), St. Peter und Paul Minseln (mit Nordschwaben)), Seelsorgeeinheit Herten (St. Urban Herten mit Filiale Degerfelden) und Seelsorgeeinheit Rheinfelden (St. Josef Rheinfelden, St. Felix und Regula Nollingen und St. Gallus Warmbach). Die Pfarrei St. Josef Rheinfelden wurde erst 1916 errichtet. Zuvor wurden die Katholiken Rheinfeldens von Nollingen aus betreut.

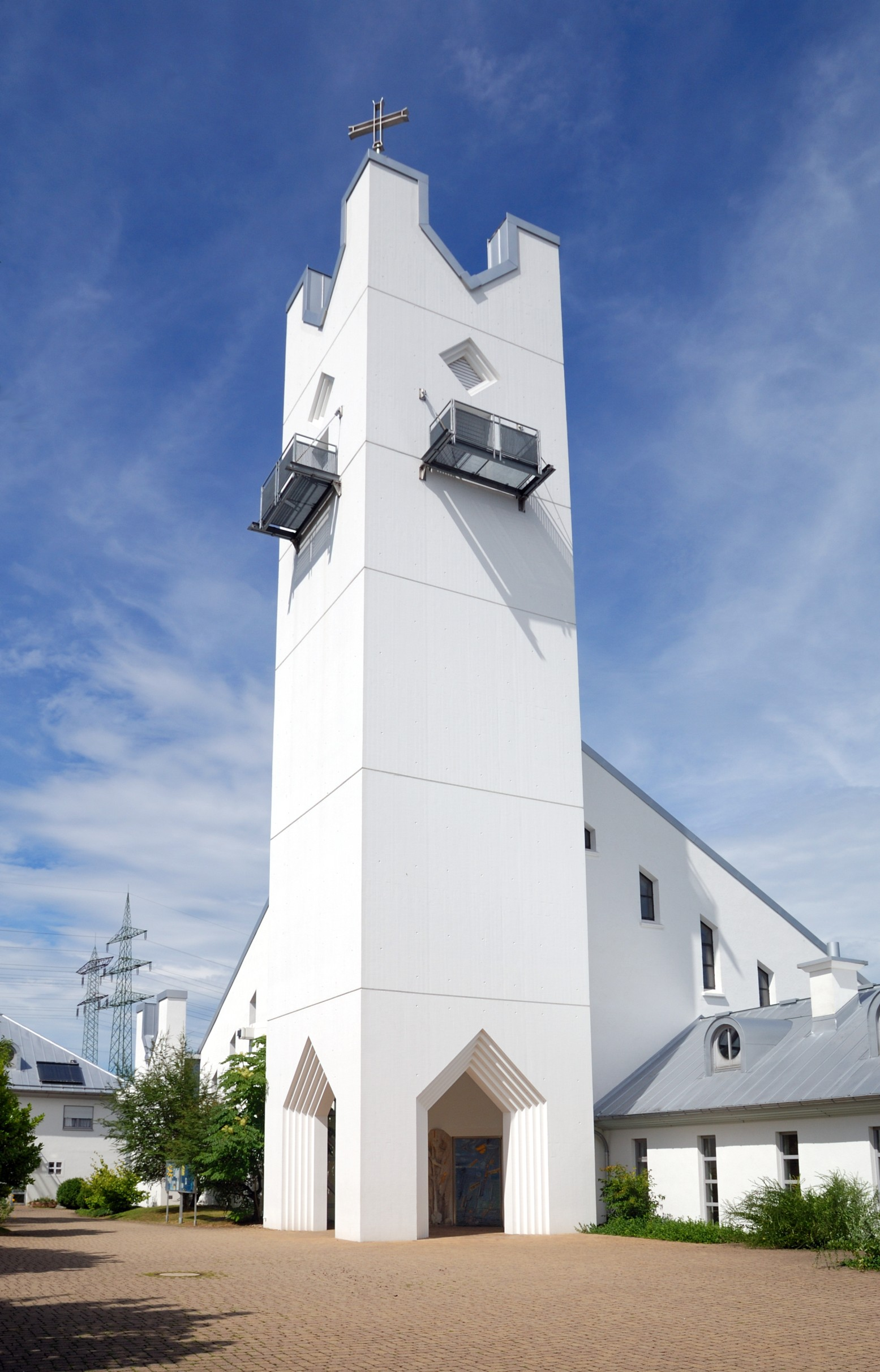
Katholische Pfarrkirche St. Michael in Karsau

#### Altkatholiken
Die zum Pfarramt Bad Säckingen gehörende alt-katholische Teilgemeinde Rheinfelden nutzt die kleine Kirche auf dem Adelberg.

### Evangelisch
Im 19. Jahrhundert zogen auch Protestanten in die Gemeinden der heutigen Stadt Rheinfelden. Zunächst gehörten sie zur Gemeinde Säckingen, dann zu Grenzach. 1899 wurde eine eigene Pastorationsstelle und 1903 die Christuspfarrei bzw. -gemeinde Rheinfelden errichtet. Von ihr wurde 1957 die Pfarrei Karsau-Beuggen (seit 1974 Johannespfarrei) abgetrennt. 1959 entstand die Pauluspfarrei für die Nordstadt und 1981 die Petruspfarrei Herten. Deren Gotteshäuser sind die Christuskirche Rheinfelden von 1938, die Johanneskirche Minseln von 1953, das Gemeindezentrum Warmbach von 1965, das Gemeindezentrum Paulussaal Rheinfelden-Nord von 1974 und das Gemeindezentrum Karsau von 1974. Zur Johannesgemeinde gehören die Stadtteile Karsau, Beuggen, Adelhausen, Eichsel und Minseln, zur Paulusgemeinde die Stadtteile Degerfelden und Nollingen und zur Christusgemeinde der Stadtteil Warmbach und zur Petrusgemeinde der Stadtteil Herten. Alle vier Gemeinden bilden die Evangelische Gesamtkirchengemeinde Rheinfelden, die zum Kirchenbezirk Markgräflerland der Evangelischen Landeskirche in Baden gehört. Des Weiteren befindet sich in Rheinfelden eine Chrischona-Gemeinde, welche konfessionell als Landeskirchliche Gemeinschaft ein freies Werk innerhalb der evangelischen Kirche bildet.

### Freikirchen und Zeugen Jehovas
Neben den beiden großen Kirchen gibt es in Rheinfelden (Baden) auch Gemeinden, die zu Freikirchen gehören wie die Freie evangelische Gemeinde (FeG) und das Christliche Zentrum der Gemeinde Gottes. Trotz ihrem freikirchlichen Erscheinungsbild ist die Chrischona-Gemeinde doch als Landeskirchliche Gemeinde zu verorten.
Auch die Neuapostolische Kirche ist in Rheinfelden (Baden) vertreten. Des Weiteren gibt es in der Ortslage Oberrheinfelden einen Königreichssaal der Zeugen Jehovas.

### Islam
Außer den genannten christlichen Religionsgemeinschaften ist seit den 1960er Jahren in Rheinfelden auch eine – heute etwa 1000 Mitglieder starke – türkisch-islamische Gemeinde angesiedelt, die seit 1996 über eine Moschee verfügt. Diese trägt den Namen Alperenler-Moschee und gehört zum Dachverband der DITIB.
Am 16. April 1999 wurde der Christlich-Islamische Verein Hochrhein e. V. mit Sitz Rheinfelden gegründet, der neben den Religionsgemeinschaften auch von der Stadt Rheinfelden mitgetragen wird.

## Politik

### Gemeinderat
Nach der Kommunalwahl vom 7. Juni 2024 setzt sich der Gemeinderat von Rheinfelden aus 32 Gemeinderäten zusammen. Die Wahl führte bei einer Wahlbeteiligung von  54,56 % (2019: 50,9 %) zu folgendem Ergebnis:
| Partei                              | Stimmenanteil | + / − %p | Sitze | + / − |
| ----------------------------------- | ------------- | -------- | ----- | ----- |
| CDU                                 | 30,4 %        | + 1,1    | 10    | + 1   |
| SPD                                 | 22,8 %        | − 2,2    | 7     | − 1   |
| FW                                  | 15,1 %        | − 6,3    | 5     | − 2   |
| GRÜNE                               | 8,4 %         | − 9,5    | 3     | − 3   |
| FDP                                 | 4,7 %         | + 0,8    | 1     | ± 0   |
| Soziales Rheinfelden (WSR)          | 2,1 %         | − 0,5    | 1     | ± 0   |
| AfD                                 | 12,4 %        | + 12,4   | 4     | + 4   |
| Grüne Alternative Rheinfelden (GAR) | 2,6 %         | + 2,1    | 1     | + 1   |
| Partei Mensch Umwelt Tierschutz     | 1,5 %         | +1,6     | 0     | –     |
| Gesamt                              | 100 %         |          | 32    |       |

Die Ortsteile sind jeweils durch den/die Vorsitzende/n des Ortschaftsrates im Gemeinderat vertreten. Aufgabengebiet des Ortschaftsrates ist die Beratung der örtlichen Verwaltung. In den Ortsteilen beraten und beschließen die Ortschaftsräte alle Angelegenheiten die Ortschaft betreffend. Der Ortschaftsrat ist in allen wichtigen Angelegenheiten, die die Ortschaft betreffen, zu hören und hat ein Vorschlagsrecht in allen Angelegenheiten, die die Ortschaft betreffen.
Am 29. September 2005 beschloss der Gemeinderat die Abschaffung des Wahlsystems der unechten Teilortswahl.

### Bürgermeister und Oberbürgermeister
Der erste Bürgermeister Rheinfeldens war Adolf Senger, der 1897 als letzter Bürgermeister der selbstständigen Gemeinde Nollingen gewählt wurde. Er war bis zu seinem Tod 1916 im Amt. Als der Ort wuchs und 1901 Badisch Rheinfelden entstand, wurde der Nollinger Bürgermeister nun auch der Bürgermeister von Rheinfelden.
Nach Bildung der Stadt Rheinfelden am 17. Oktober 1922 zog die bisherige Gemeindeverwaltung Nollingen nach Rheinfelden um. An der Spitze der jungen Stadt stand dann ein Bürgermeister und der Gemeinderat.
Seit der Erhebung zur Großen Kreisstadt 1975 trägt das Stadtoberhaupt die Amtsbezeichnung Oberbürgermeister. Dieser wird heute von den Wahlberechtigten für eine Amtszeit von acht Jahren direkt gewählt. Er ist Vorsitzender des Gemeinderats. Sein allgemeiner Stellvertreter ist der 1. Beigeordnete mit der Amtsbezeichnung Bürgermeister.
Liste der Bürgermeister und Oberbürgermeister:

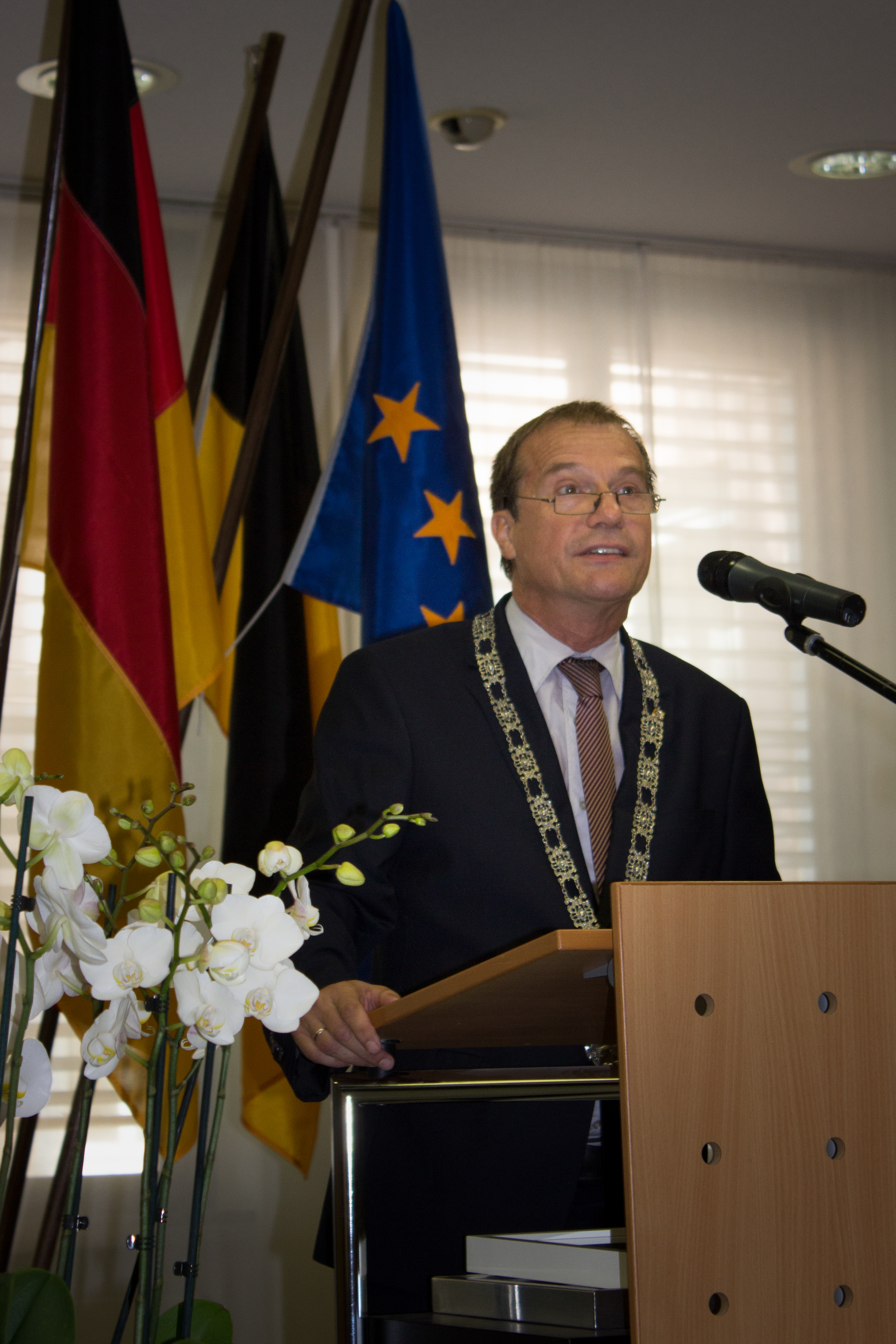
Klaus Eberhardt

| Amtszeit  | Amtsträger          |
| --------- | ------------------- |
| 1901–1916 | Adolf Senger        |
| 1916–1919 | Hermann Senger      |
| 1919–1927 | Rudolf Vogel        |
| 1928–1933 | Eugen Walz          |
| 1933–1939 | Leopold Bösch       |
| 1939–1945 | Max Weiß            |
| 1945      | Eugen Walz          |
| 1945–1946 | Franz Fischer       |
| 1946–1948 | Alois Maier         |
| 1948–1988 | Herbert King        |
| 1988–2012 | Eberhard Niethammer |
| seit 2012 | Klaus Eberhardt     |

### Jugendparlament
Seit 1995 gibt es in Rheinfelden ein gewähltes Jugendparlament, das die Interessen der Jugend in der Stadt und den politischen Gremien vertritt. Es besteht aus 21 jugendlichen Vertretern, die alle zwei Jahre gewählt werden. Größter Erfolg war der Neubau des zentralen Jugendhauses im Tutti Kiesi, das im März 2013 eingeweiht wurde. Seit 2012 vergibt das Jugendparlament jährlich den „Jugend-Hammer Preis“ an diejenige Person, die die Jugend der Stadt im jeweils vergangenen Jahr am meisten vorangebracht hat.
| Jahr                 | Preisträger                                |
| -------------------- | ------------------------------------------ |
| Ehrenpreis Juli 2012 | Eberhard Niethammer, Oberbürgermeister     |
| 2012                 | Dominik Apel, Vorsitzender Jugendparlament |
| 2013                 | IG Spielplatz                              |

### Wappen und Flagge
|  |  |

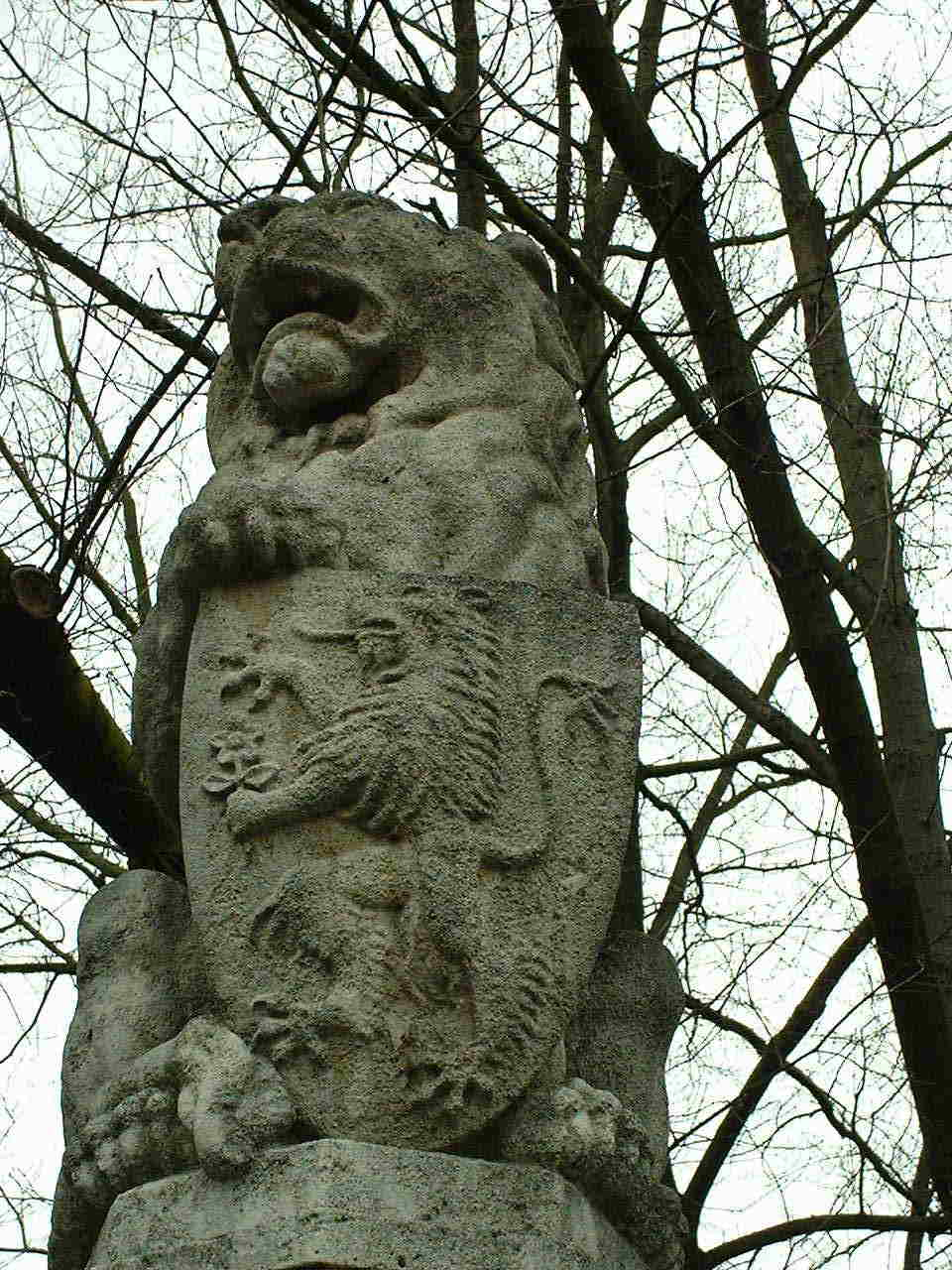
Das Rheinfelder Wappentier: Löwe mit Rose (daher der Spitzname: „Öko-Löwe“)

| | Blasonierung: „In Gold ein roter, schreitender Löwe, der in der linken Vorderpranke eine rote Rose mit grünen Blättern hält.“ |
| Wappenbegründung: Das Wappen stammt aus dem Adelsgeschlecht der Ritter von Nollingen und wurde von der jungen Gemeinde Rheinfelden im Jahr 1911 übernommen und nach der Stadterhebung 1922 für Rheinfelden (Baden) beibehalten. Die Ritter von Nollingen gehörten im Mittelalter zu den führenden Patriziergeschlechtern der Zähringerstadt Rheinfelden (heute: Rheinfelden, Schweiz). Ihr Stammsitz war ein altes Wasserschloss, das wohl mitten in Nollingen lag. Das Geschlecht wird um 1202 erstmals erwähnt, starb jedoch im 15. Jahrhundert aus. Das Wappen und die grün-rot-gelbe Flagge stammen aus dem Adelsgeschlecht der Ritter von Nollingen und wurden im Jahr 1911 übernommen. | |

### Städtepartnerschaften
Unter dem Motto „Rheinfelden verbindet“ unterhält Rheinfelden Städtepartnerschaften zu
- Fécamp (Frankreich) seit 1963
- Barry (Vereinigtes Königreich) seit 1968
- Neumarkt (Italien) seit 1968
- Mouscron (Belgien) seit 1981
- Beziehungen zu weiteren Städten:
  -  Zur Stadt Ludwigsfelde in Brandenburg bestehen freundschaftliche Beziehungen.
  -  Darüber hinaus existieren enge Beziehungen zum benachbarten Schweizer Rheinfelden (AG).

Rheinfelden ist sehr aktiv im Bereich der grenzüberschreitenden Zusammenarbeit, auch im Rio-Prozess Agenda 21. Unter dem Motto „Global Denken – Lokal Handeln“ wurde in Rheinfelden ein intensiver und überregional beachteter Prozess des Nachdenkens über eine nachhaltige Zukunftsentwicklung gemeinsam mit der Bevölkerung durchgeführt, der durch konkrete Aktivitäten seitdem umgesetzt wird. Die Anregung, diesen Prozess anzugehen, ging vom Leiter der evangelischen Tagungs- und Begegnungsstätte Schloss Beuggen aus.

## Kultur und Sehenswürdigkeiten

### Museen

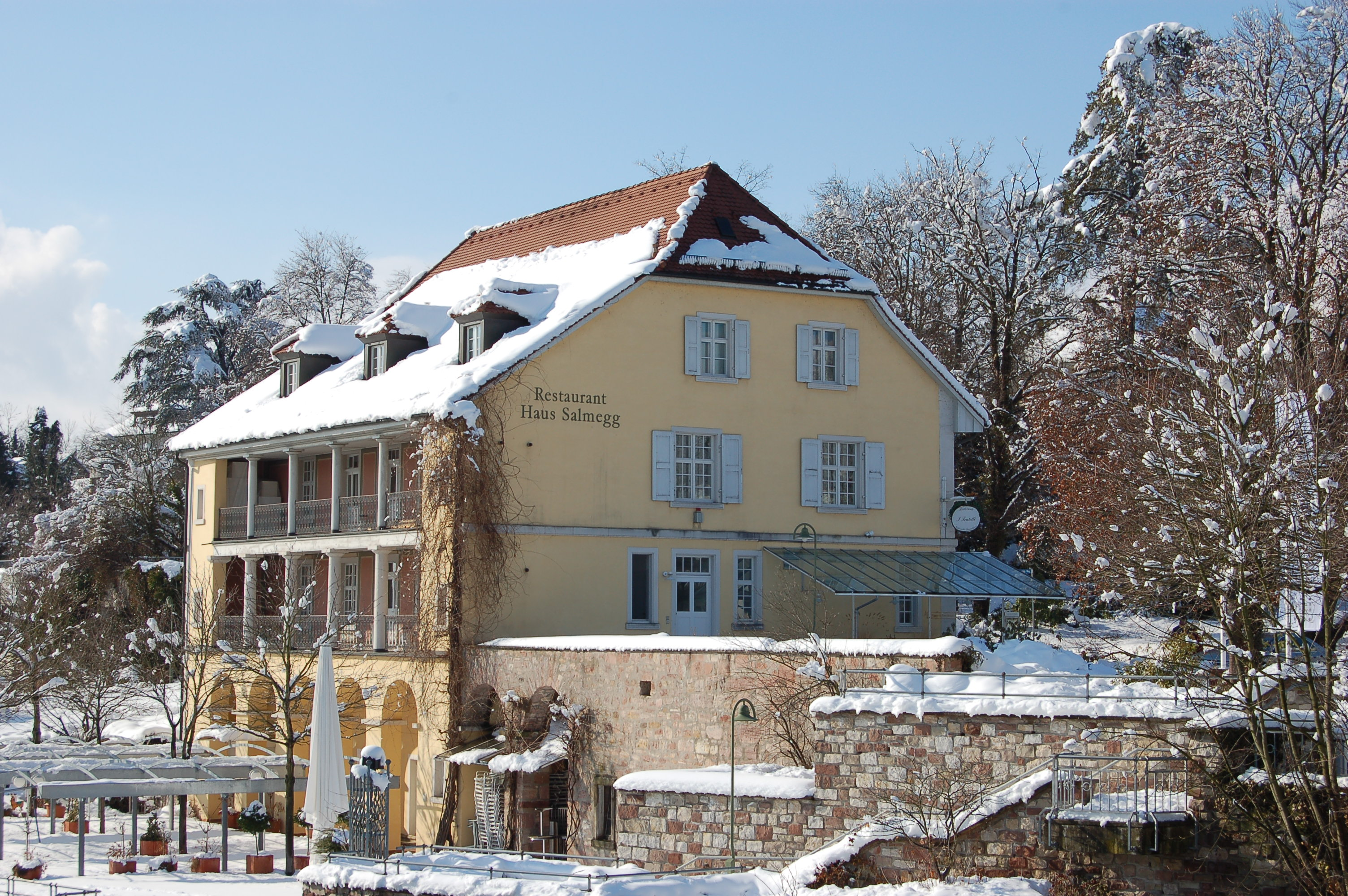
Haus Salmegg, im Hintergrund der Stadtpark

Das Rheinfelder Stadtmuseum befindet sich im Haus Salmegg, einem ehemaligen Patrizierhaus, das in den Jahren 1824/25 auf den Fundamenten der alten Befestigungsanlage des Brückenkopfes Rheinfelden von Franz-Josef Dietschy (1770–1842) im klassizistischen Stil erbaut wurde. Neben dem Stadtmuseum befinden sich in dem Gebäude das Trauzimmer der Stadt, ein Konzertsaal sowie Räume für Kunstausstellungen. Das Untergeschoss dient als Restaurant.
In einem ehemaligen Wasserturm ist das Narrenmuseum der Narrenzunft Rheinfelden untergebracht.
Nahe am Eingang zur Tschamberhöhle beim Wohnplatz Riedmatt des Rheinfelder Ortsteils Karsau wurde im Juli 2009 das Geo-Museum Dinkelberg eingerichtet.
Im Dezember 2019 öffnete der Schauraum, welcher die Rheinfelder Stadtgeschichte und -entwicklung präsentiert. Er befindet sich in der gleichen Räumlichkeit wie die Touristeninformation.

### Bauwerke

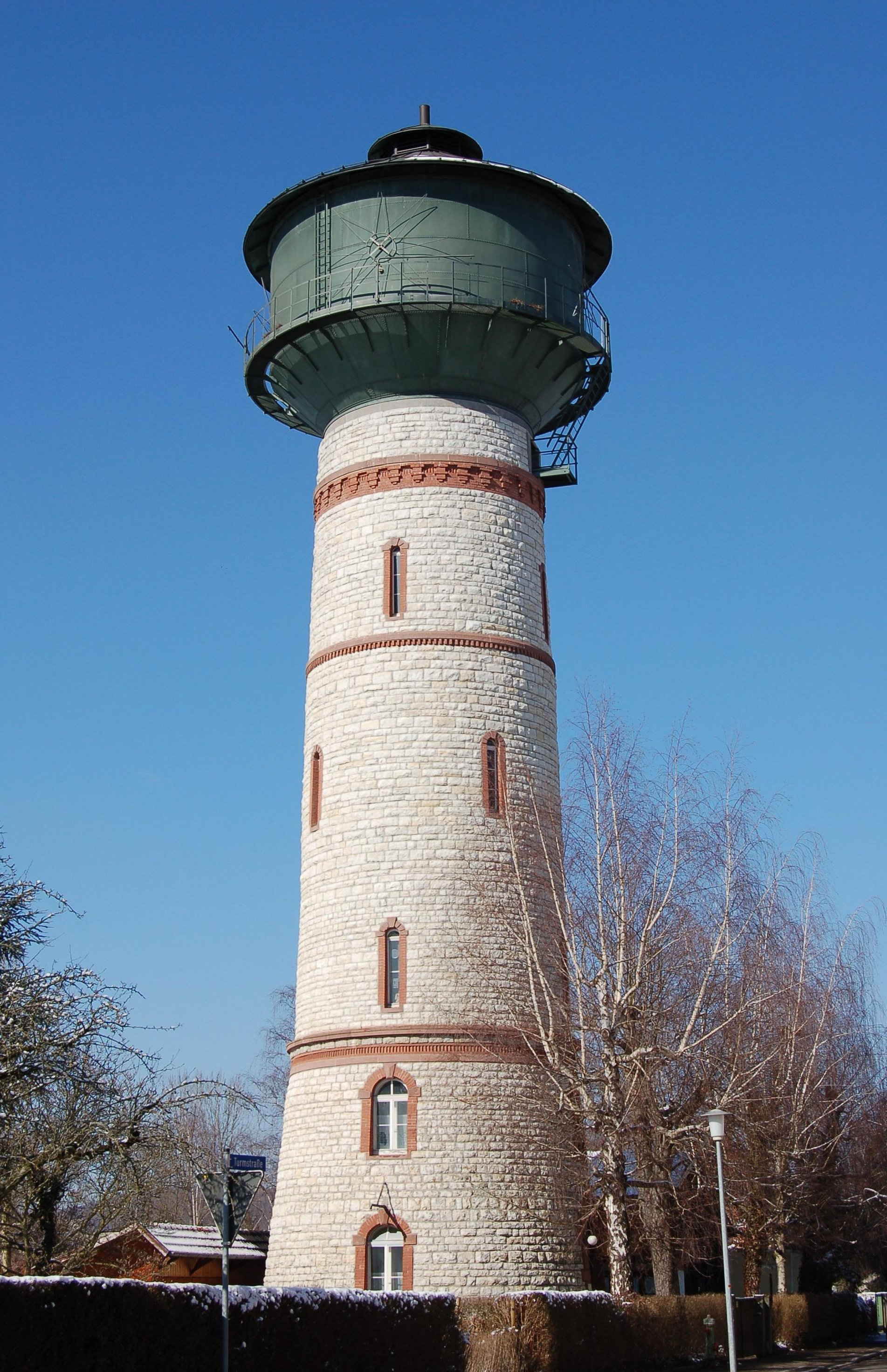
Eines der Wahrzeichen von Rheinfelden: der Wasserturm

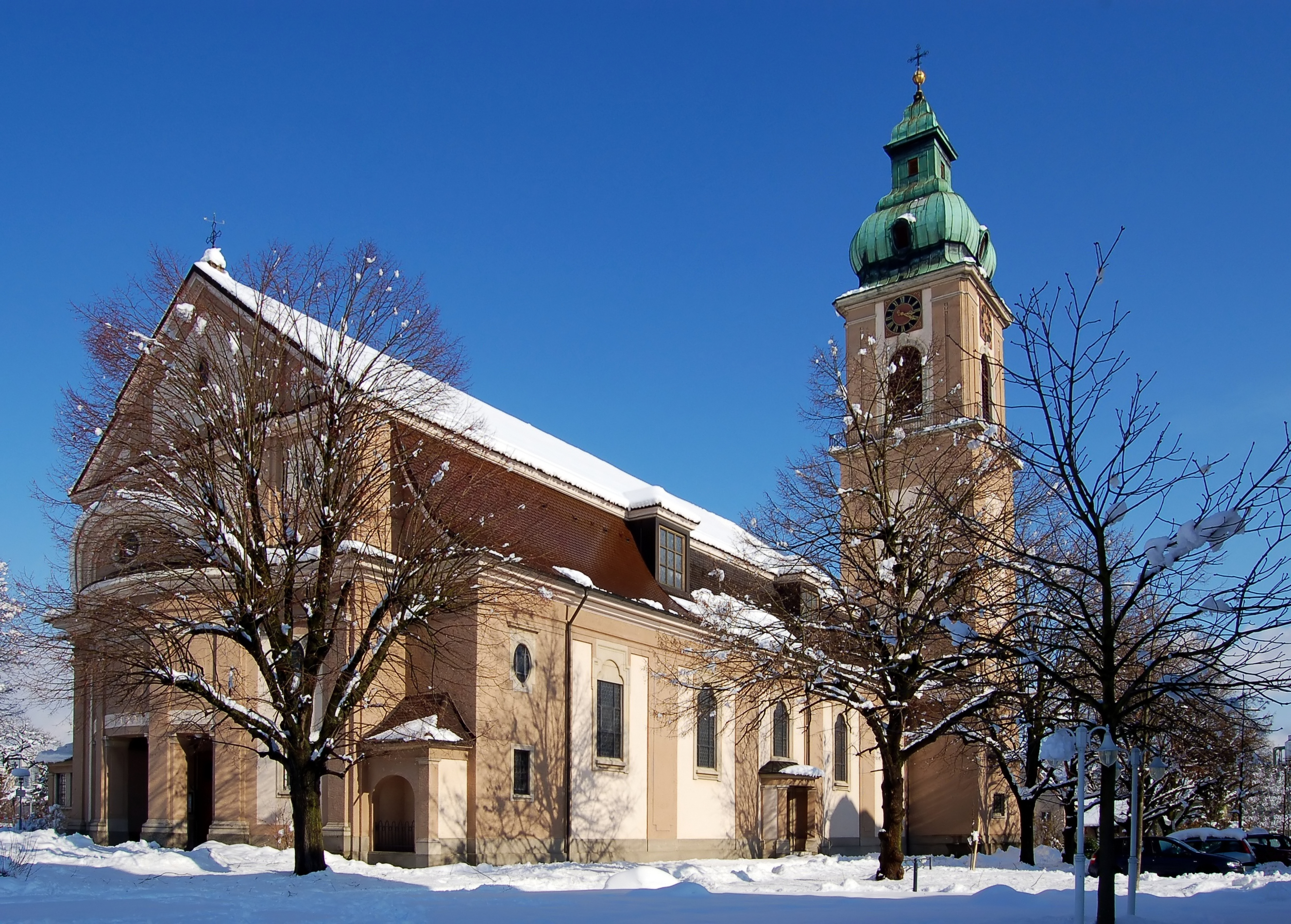
St.-Josefs-Kirche

Der Wasserturm ist eines der Wahrzeichen der Stadt Rheinfelden (Baden). Der 35 Meter hohe Turm wurde 1898 bis 1899 erbaut und war bis 1971 in Betrieb. In den 1980er Jahren wurde der Turm renoviert und wird seit 1993 vom Narrenmuseum genutzt.
Eines der bedeutendsten Bauwerke auf heutigem Stadtgebiet ist das ehemalige Deutschordensschloss Beuggen. Es wurde zu Beginn des 13. Jahrhunderts durch die Ordenskommende unterhalb der alten Burg erbaut. Um 1400 erfolgte der Umbau zu einer befestigten Schlossanlage, die 1585 bis 1598 vergrößert wurde. 1752 bis 1757 wurde es unter Johann Caspar Bagnato nochmals erweitert und barockisiert. Die evangelische Schlosskirche St. Michael wurde in der zweiten Hälfte des 14. Jahrhunderts erbaut. Auch sie wurde im 18. Jahrhundert barockisiert. Heute dient das Schloss als evangelische Tagungsstätte.
Das Alte Wasserkraftwerk im Rhein wurde 1895 bis 1899 als erstes Flusskraftwerk Europas und erstes Niedrigwasserkraftwerk der Welt nach Plänen von Conradin Zschokke errichtet. Besonders sehenswert war der Sandsteinbau mit seiner monumentalen Fassade. Die Turbinenhalle hatte zu Beginn des 21. Jahrhunderts teilweise noch ihre ursprüngliche Ausstattung. Zum Jahreswechsel 2010/2011 wurde mit dem Abriss dieses bedeutenden Denkmals begonnen. An der Stelle des alten Rheinkraftwerks informiert ein Ausstellungspavillon über die Entstehung und Bedeutung des Kraftwerks für die Stadt Rheinfelden.
Katholische Hauptkirche Rheinfeldens ist die 1913/15 erbaute Kirche St. Josef, eine neobarocke Kirche mit Jugendstilelementen. Evangelische Hauptkirche ist die 1935 bis 1937 erbaute Christuskirche. Weitere evangelische Kirchen und Gemeindezentren im Stadtgebiet sind die evangelische Johanneskirche Minseln (erbaut 1955), das evangelische Gemeindezentrum Paulussaal Nordstadt (erbaut 1974), das evangelische Gemeindezentrum Karsau (erbaut 1974), das evangelische Gemeindezentrum Warmbach (erbaut 1965) und die Kapelle Herten (erbaut 1958). Die quadratische, mit ihrer Form an eine Burg erinnernde Kirche St. Michael in Karsau wurde 1992 erbaut.
Älteste Kirche im Stadtzentrum ist die Adelbergkirche. Das umgebaute Ökonomiegebäude steht in Bahnhofsnähe auf dem Adelberg. Sie wurde am 17. September 1899 als erste in der neu entstehenden Stadt Rheinfelden (Baden) in Anwesenheit von Oberkirchenrat Oehler durch Dekan Höchstetter geweiht. Die Kirche erwies sich sehr bald als viel zu klein, so dass sie 1903 durch eine Empore erweitert wurde. Vom CVJM wurde sie in den 60er-Jahren wiederentdeckt, gereinigt und in Betrieb genommen. Der Verkauf des Gotteshauses im Jahr 1976 an die Kraftwerke Rheinfelden hätte dem damaligen Pfarrer der Stadtkirche beinahe die Stellung gekostet. Der Erlös des Verkaufs wurde zum Ankauf eines Pfarrhauses in Karsau verwendet. Heute wird sie von der alt-katholischen Gemeinde genutzt, dient aber auch häufig für Trauungen, Taufen und ökumenische Gottesdienste.
Alte katholische Kirchen gibt es in fast allen Stadtteilen Rheinfeldens. Lediglich Adelhausen und Karsau haben keine Kirche. Die katholische Kirche Degerfelden soll im 13. Jahrhundert erbaut worden sein. Um 1763 wurde sie erneuert. Sie ist eine Filialkirche von Herten. Die Pfarrkirche St. Gallus in Obereichsel wurde Ende des 12. Jahrhunderts erbaut, doch ist hiervon nur noch der Turm erhalten. Das Schiff wurde in der zweiten Hälfte des 19. Jahrhunderts erbaut. Die Kirche gilt als Grablege der Heiligen Drei Jungfrauen Kunigunde, Mechtrudis und Wilbrandis, weshalb Eichsel ein bekannter Wallfahrtsort war. Von der mittelalterlichen Pfarrkirche St. Urban Herten ist der Chorturm erhalten. Die übrige Kirche wurde 1789/92 nach Plänen des für den Deutschen Orden tätigen Baumeisters Franz Anton Bagnato erbaut. Die heute als Friedhofskirche genutzte Kirche war einmal eine Wallfahrtskirche. Die Kirche St. Peter und Paul Minseln wurde 1686 erbaut, doch ist bereits 1275 ein Pfarrer erwähnt. Die Mauritius-Kapelle Nordschwaben wurde im 15. Jahrhundert erbaut, das Langhaus 1733 angefügt. Im Chor befinden sich Reste von Wandbildern des 15. Jahrhunderts.

### Grünanlagen

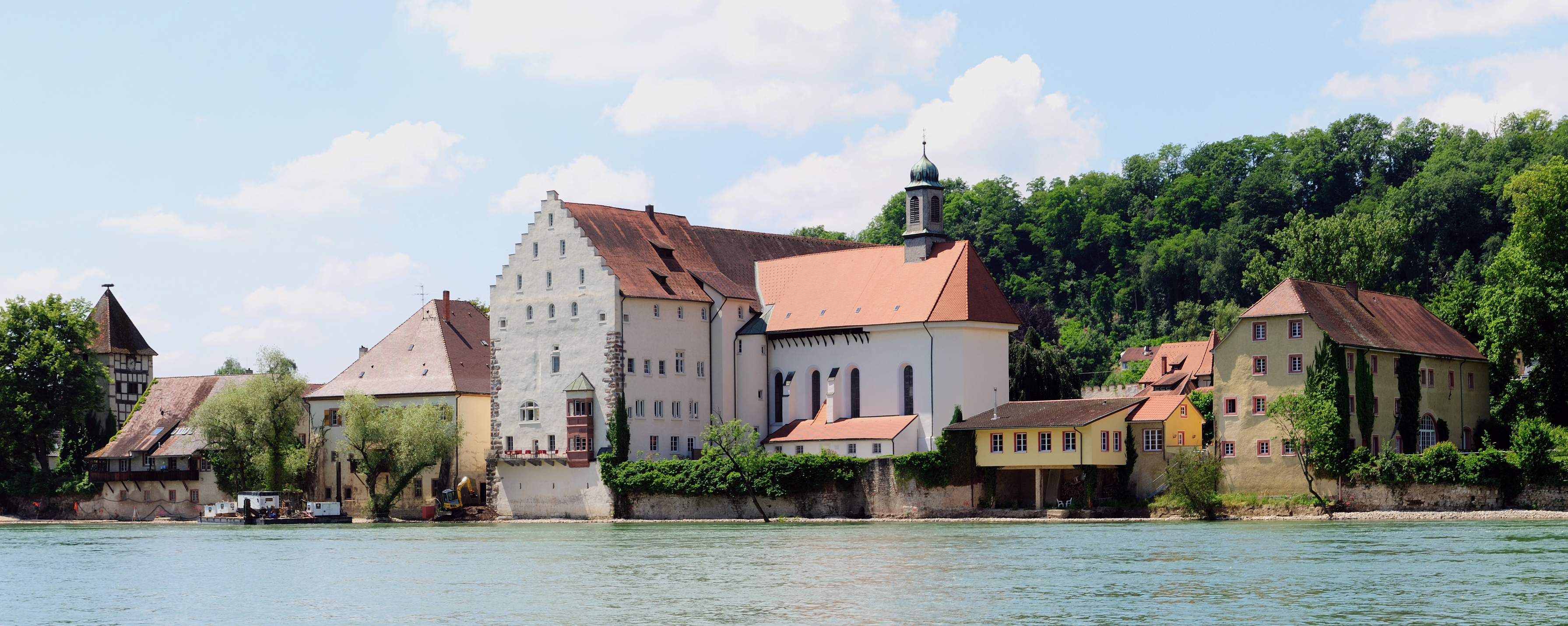
Schloss Beuggen

- Stadtgarten am Rheinufer beim Haus Salmegg (→ St.-Anna-Loch)
- Herbert-King-Park
- Rheinpark am Adelberg mit Rheinuferweg
- Rudolf-Vogel-Anlage
- Kastanienallee am „Schwarzen Weg“
- Park von Schloss Beuggen
- Kastanienpark am Rathaus
- Spielpark Tutti Kiesi, ehemaliges Gelände der Grün 07

### Veranstaltungen
Regelmäßige Veranstaltungen

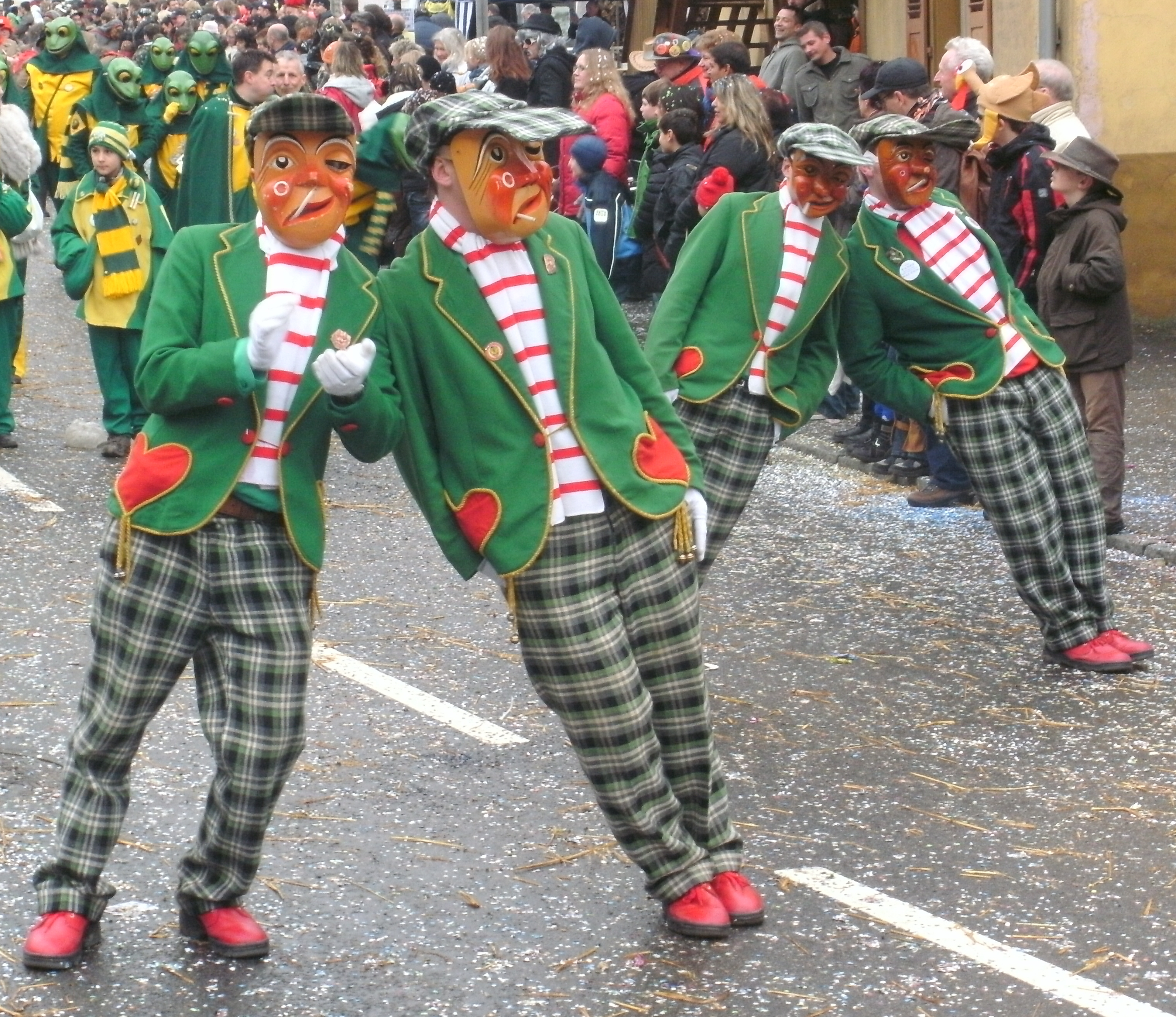
Rheinfelder Fasnachtsfigur „Latschari“

- Trottoirfest: Dieses von vielen Rheinfelder Vereinen und Fasnachtscliquen ausgerichtete Straßenfest ist der Höhepunkt im Festkalender von Rheinfelden. Es findet jährlich an einem Wochenende Ende August oder Anfang September im Bereich um die Riegeler Bierablage (Alte Landstraße/Emil-Frey-Straße/Güterstraße) statt. Beteiligt sind regelmäßig auch die Partnerstädte Rheinfeldens.
- Cityfest mit nostalgischer Kirmes: jährlich im Juni in der gesamten Fußgängerzone der Innenstadt, mit verkaufsoffenem Sonntag
- DiGa: größte Gartenmesse der Region mit über 15.000 Besuchern, jährlich im Juli beim Schloss Beuggen.
- Internationale Sommerakademie für Musik ISAM: Konzerte und Meisterkurse in Schloss Beuggen, jährlich im August
- Internationaler Töpfer- und Kunsthandwerkermarkt beim Schloss Beuggen, jährlich Ende Mai/Anfang Juni
- Weihnachtsmarkt: jährlich Ende November/Anfang Dezember in der Innenstadt
- Kabarett im Bürgersaal: ständige Veranstaltungsreihe des Kulturamtes
- Schlosskonzerte der Evangelischen Tagungs- und Begegnungsstätte im Bagnato-Saal oder der Kirche von Schloss Beugen, monatlich
- Marktmusik Rheinfelden: seit 1994 jeden 1. und 3. Samstag im Monat, 11 Uhr Christuskirche
- Abende in Schätzles Keller: Kleinkunst und Autorenlesungen
- 3000-Schritte-Spaziergang: jeden 1. Sonntagvormittag im Monat Rundwanderung im Bereich Adelberg/Stadtpark/Rheinufer unter wechselndem Thema
- Eichsler Umgang: traditionelle Prozession der Katholiken im Ortsteil Eichsel auf dem Dinkelberg, jährlich am dritten Sonntag im Juli
- Bachfest: jährlich Ende Juni/Anfang Juli im Ortsteil Degerfelden
- Trottefest: jährlich im Juni im Ortsteil Karsau
- Brückensensationen: Internationales Straßentheaterfestival, seit 2006 jährlich am dritten Augustwochenende, veranstaltet vom Kulturamt Rheinfelden (Baden)

### Sport

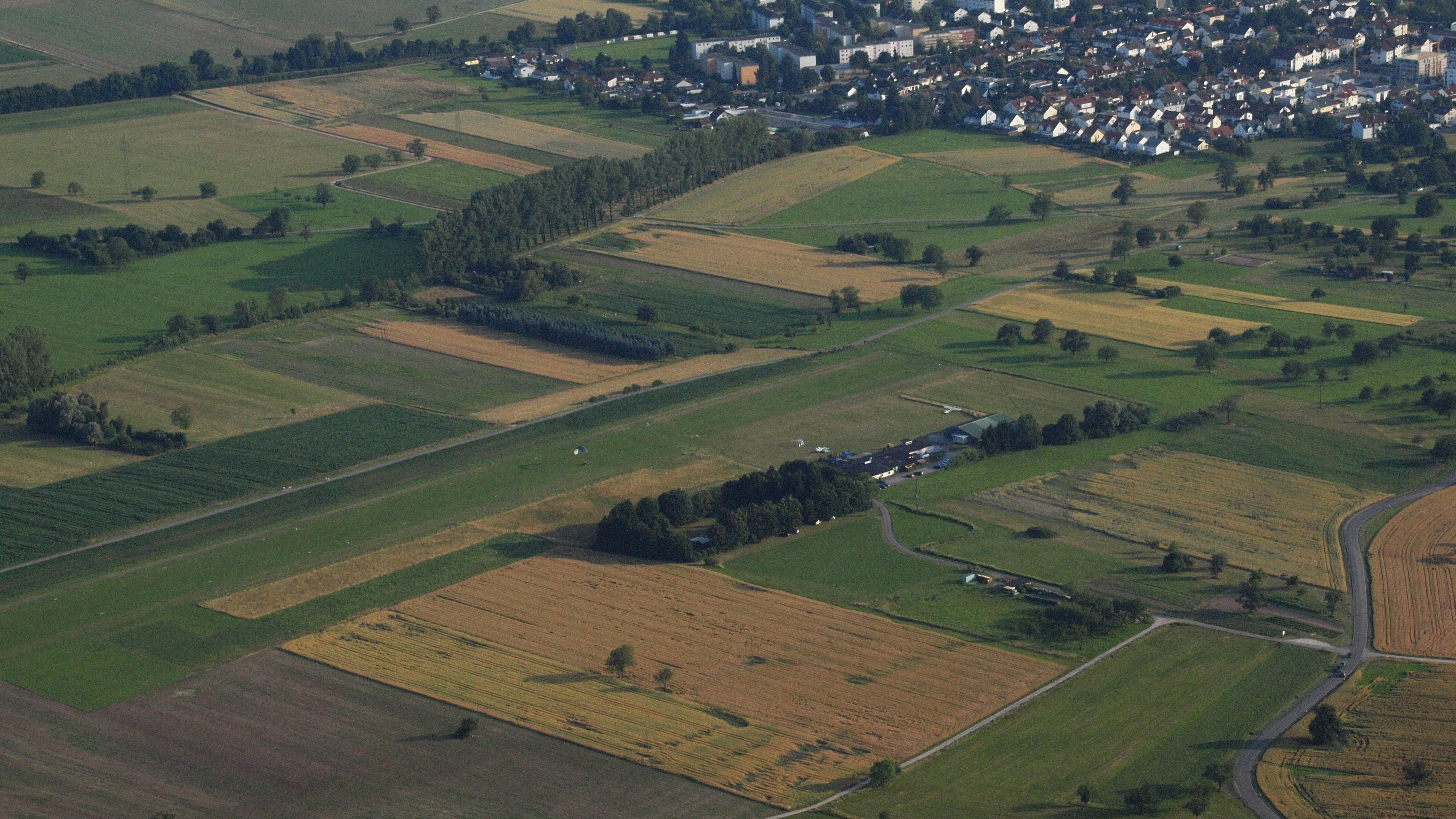
Flugplatz Herten-Rheinfelden

Neben den üblichen Sport- und Freizeiteinrichtungen wie Sportplätzen und Turnhallen findet sich in Rheinfelden eine Vielzahl unterschiedlicher Vereine. Der kleine Flugplatz Herten-Rheinfelden im Westen von Rheinfelden bietet für Segelflieger und kleine motorgetriebene Flugzeuge Start- und Landemöglichkeit.
Die 72. Deutschen Straßen-Radmeisterschaften fanden 1998 in Rheinfelden statt, organisiert durch den RSV Rheinfelden. Im Jahr 2000 verlief die 17. Etappe der 87. Tour de France durch das Stadtgebiet.
Alois Stöcklin († 2018), 1981 Weltrekordler im Langstrecken-Radfahren (9821 km in 31 Tagen), war seit Anbeginn stellvertretender Kapitän der Tour der Hoffnung.
Anfang 2010 verpflichtete der SV Nollingen 1949 e. V., der Fußball in der Kreisliga B Hochrhein spielt, den ehemaligen kubanischen A-Nationaltorhüter Dany Quintero. Vom SV Nollingen kommt auch Alisa Vetterlein, Torhüterin im Kader der Deutschen Frauenfußball-Nationalmannschaft. Ihre Schwester Laura begann ihre Fußballkarriere ebenfalls beim SV Nollingen, wurde 2009 mit der Nationalmannschaft U17-Europameisterin und nahm an der U19-Juniorinnen-Europameisterschaft 2010 teil. Beide gewannen zudem 2013 mit dem VFL Wolfsburg das Triple aus Meisterschaft, DFB-Pokal und Champions League.
Im Februar 2017 debütierte der in Rheinfelden (Baden) geborene Raoul Petretta bei der 1. Fußballmannschaft des FC Basel. In der folgenden Saison wurde er in die Italienische Fußballnationalmannschaft U21 berufen und bestritt am 25. Mai 2018 sein erstes Spiel gegen die U21 Portugal.
Die Mannschaft des TuS Adelhausen tritt derzeit in der Ringer-Bundesliga an.

## Wirtschaft und Infrastruktur

### Industrie

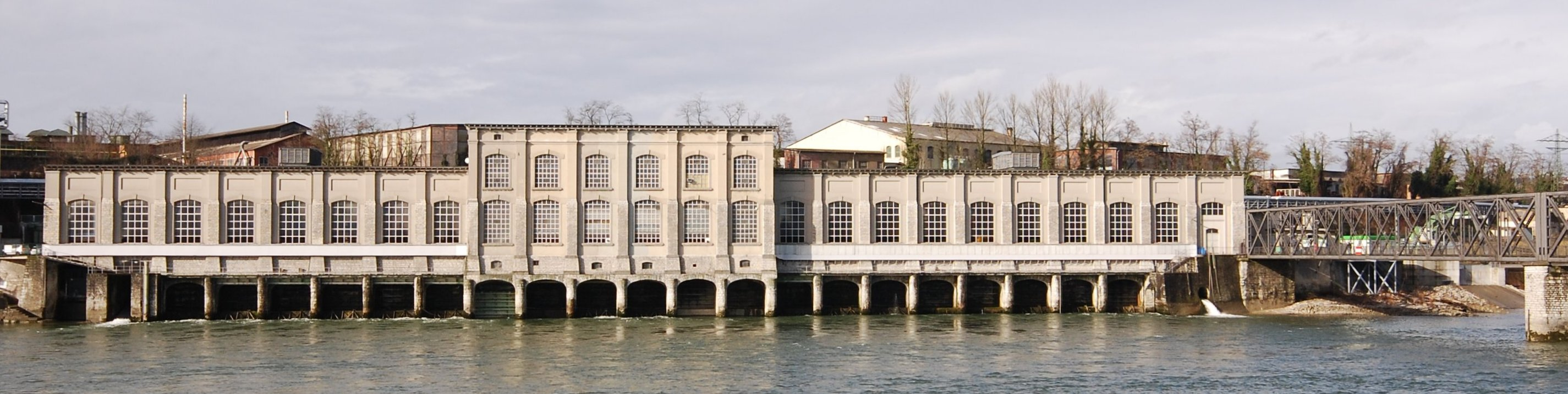
Das alte Wasserkraftwerk in Rheinfelden

Unter Rheinfelden liegt eine Salzlagerstätte, deren Abbau die Basis für die dortige chemische Industrie bildete. Das alte Wasserkraftwerk war Grundlage zu Ansiedlung bedeutender energieintensiver Betriebe, damit auch für den Zuzug vieler Einwohner und somit für die Entstehung und heutige Entwicklung der Stadt. Rheinfelden ist seit der Gründung bis heute eine Industriestadt geblieben, die Stadt bemüht sich jedoch seit langem mit einigen Erfolgen um eine Diversifizierung des Spektrums.
Eine traurige Berühmtheit erhielt die Stadt durch enorme Dioxinablagerungen, die durch Industrieabfälle hervorgerufen wurden. In einem enormen Umweltbereinigungsprozess wurden diese insbesondere in den Wohngebieten beseitigt, bei geringerer Belastung zumindest abgedeckt. Jedoch werden auch heute noch bei vorsorglichen Bodenüberprüfungen im Rahmen von Bauvorhaben Dioxinbelastungen gefunden. Im Sanierungsprozess haben sich die Nachfolge-Organisationen der beteiligten Firmen (unter anderem auch der I.G. Farben) mit größeren Geldspenden beteiligt.

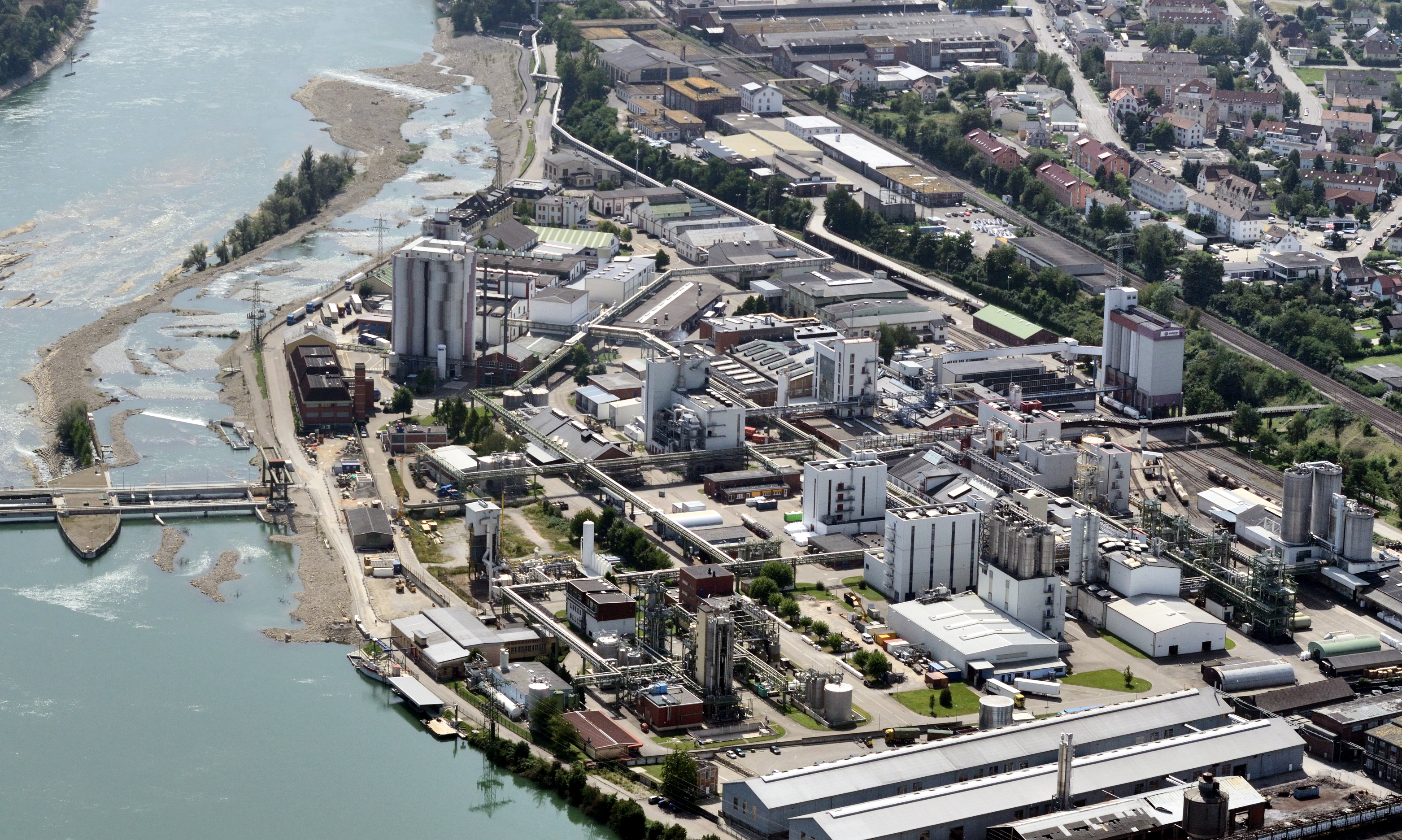
Luftbild der Industrieanlagen in Rheinfelden

Bedeutende aktuell ansässige Industriebetriebe sind beispielsweise:
- Evonik Industries AG, Werk Rheinfelden (Spezialchemie)
- Aluminium Rheinfelden GmbH (Aluminium-Halbzeuge), 1898 als erste Aluminiumhütte Deutschlands gegründet, heute Weltmarktführer bei Alu-Gusslegierungen. Nach der Insolvenz der „Alu“ teilte der russische Konzern Rusal Mitte April 2021 den Kauf der Werke mit.[25]
- Rheinperchemie GmbH (Persulfat-Produktion), ehemals zur Degussa, später zur italienischen Bombardieri-Gruppe (Unionchimica S.p.a) gehörend, 2011 an die FMC Corporation) veräußert, 2014 mit der in PeroxyChem umbenannten Division FMC Global Peroxygens an One Equity Partners verkauft, 2020 wurde RPC mit PeroxyChem von Evonik übernommen
- Cabot Rheinfelden GmbH & Co. KG (Chemikalien)
- Vacono Aluminium Covers GmbH, ehemals zur Aluminium Rheinfelden GmbH gehörendes Anlagenbauunternehmen (Tankausrüstung und Dämpferückgewinnungsanlagen)
- OZ-Druck & Medien GmbH (Rollenoffset-Druckerei), sowie OZ Verlag: siehe OZ Druck und Verlag (insolvent, Geschäftsbetrieb eingestellt)

### Verkehr

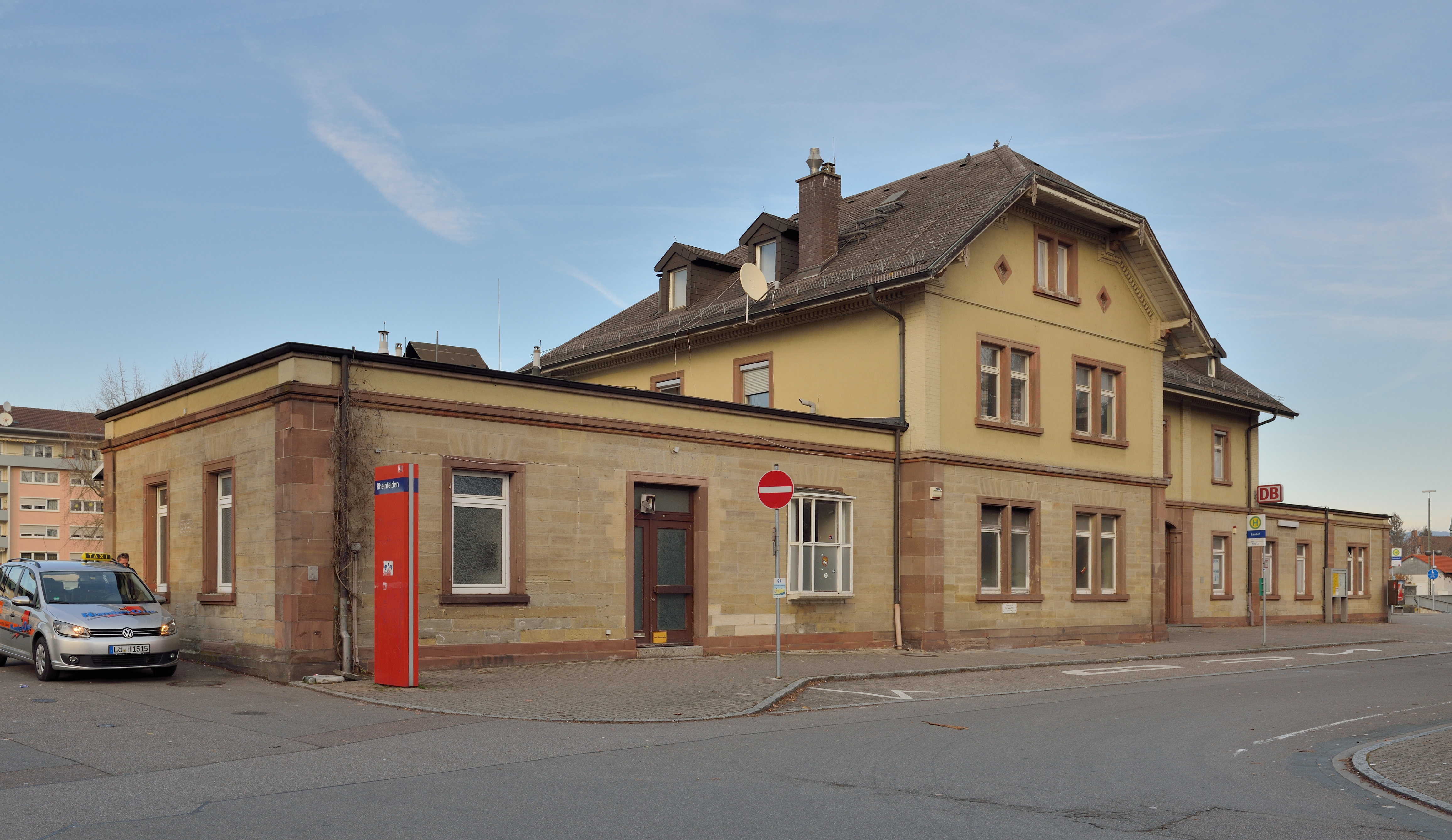
Bahnhof Rheinfelden (Baden)

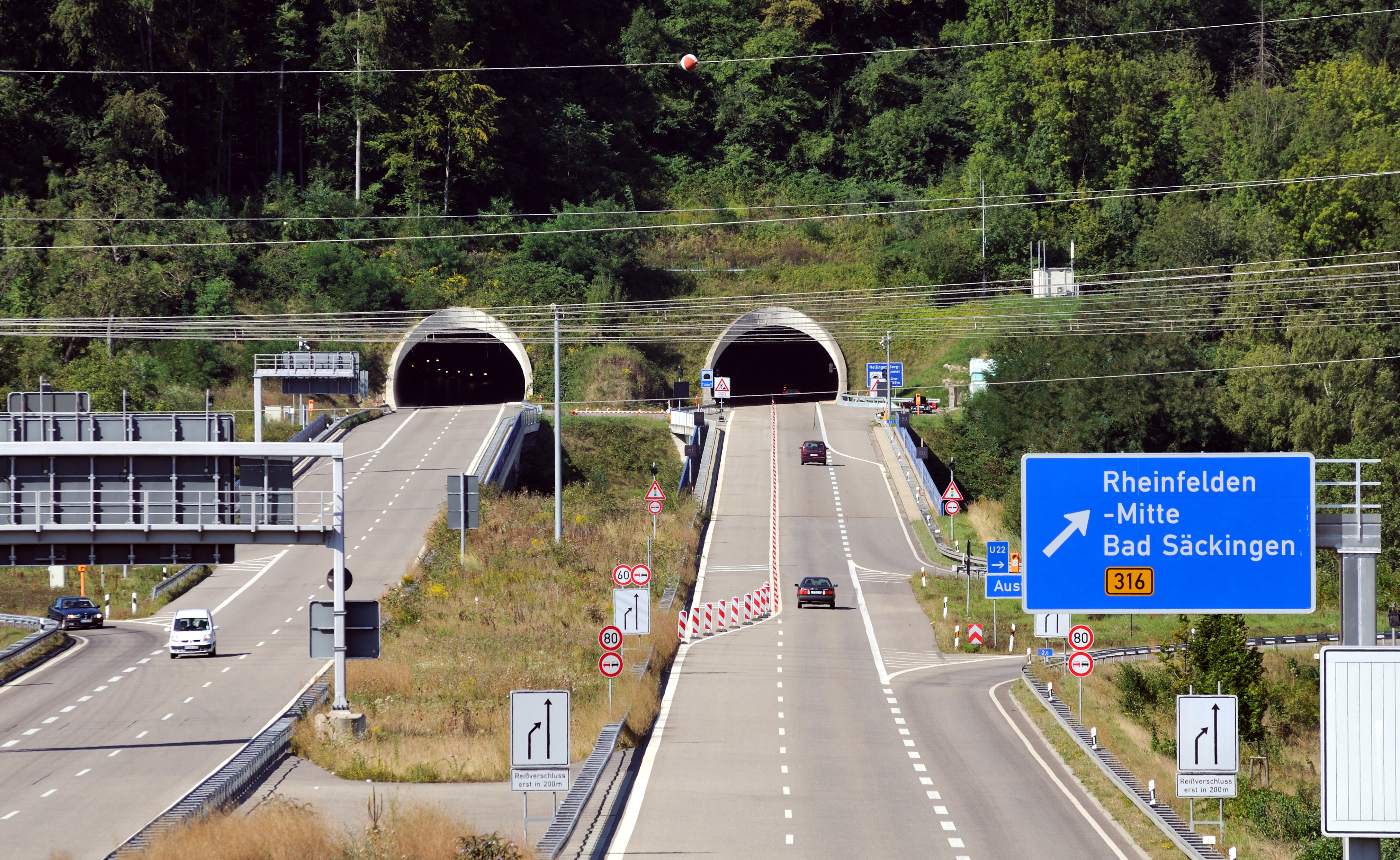
Südportal des Nollinger Berg Tunnels an der Querspange A 861

#### ÖPNV
Die Stadt Rheinfelden (Baden) gehört zum Regio Verkehrsverbund Lörrach. Sie ist über einige lokale und regionale Busverbindungen mit dem Umland verbunden.
Es existieren drei Haltepunkte (Herten, Rheinfelden, Beuggen) entlang der S-Bahn, welche zwischen Basel und Waldshut-Tiengen verkehrt. Zusätzlich ist der Bahnhof Rheinfelden (Baden) ein Halt auf der IRE-Linie Basel Bad. Bf – Ulm Hbf, die mit Neigetechnik-Zügen der Baureihe 612 im 2-Stunden-Takt bedient wird (bzw. 1-Stunden-Takt zwischen Basel und Singen). Erdgasbetriebene Kleinbusse pendeln außerdem über die Alte Rheinbrücke zwischen dem badischen und dem Schweizer Rheinfelden.
Die Nutzung von grenzüberschreitenden Linien im Rahmen der Freifahrt für Schwerbehinderte ist auf mehreren Schweizer Streckenabschnitten anerkannt.

#### Radverkehr
Durch eine Alltagsroute aus dem Radnetz Baden-Württemberg ist Rheinfelden
- über die Stadtteile Beuggen und Riedmatt und über Schwörstadt und Wehr (Ortsteil Brennet) mit Bad Säckingen,
- über die Stadtteile Warmbach und Herten und über Grenzach-Wyhlen mit Basel und
- mit dem Schweizer Rheinfelden verbunden.

Durch Rheinfelden verlaufen die folgenden Landes-Radfernwege:
- Der baden-württembergische Rheinradweg von Konstanz bis Mannheim ist Teil der rechtsrheinischen Variante des Rheinradwegs, der von der Quelle des Rheins am Oberalppass im Schweizer Kanton Graubünden bis zur Mündung bei Rotterdam führt. Er verläuft von Bad Säckingen nach Rheinfelden und weiter nach Basel. Er ist am Hochrhein ausgewiesen als Eurovelo-Route 6 (Atlantik – Schwarzes Meer) und 15 (Rheinradweg)[28] und als D-Routen 6 (Donauroute) und 8 (Rhein-Route)[29].
- Der Südschwarzwaldradweg führt als Rundweg von Hinterzarten über Waldshut-Tiengen, Basel und Freiburg. In Rheinfelden verzweigt sich der Südschwarzwaldradweg in eine Variante über den Dinkelberg nach Lörrach durch deutsches Staatsgebiet und die Hauptvariante durch die Schweiz und Frankreich. Die Varianten treffen im Neuenburger Stadtteil Steinenstadt wieder aufeinander.

#### Schiffsverkehr
Ab Rheinfelden ist bei Rheinkilometer 149,4 der Fluss bis zur Nordsee schiffbar, nahe dort befindet sich der Rheinhafen Rheinfelden für Frachtschiffe bis 150 Metern Länge.

#### Straßenverkehr
Rheinfelden (Baden) hat einen Anschluss zur Querspange A 861, die nordwärts in die A 98 mündet. Die A 861 schließt im Süden an die Schweizer A3 an. Die zugehörige Gemeinschaftszollanlage an der Rheinfelder Brücke wurde am 7. März 2006 eröffnet. Als Folge der Eröffnung wurde die alte Rheinbrücke für den motorisierten Verkehr gesperrt (ausgenommen Taxis, Linienbusse sowie nicht-autobahntaugliche Fahrzeuge).
Durch Rheinfelden verläuft in Ost-West-Richtung die B 34 bzw. die E 54. Außerdem ist Rheinfelden über die B 316, die über den Passübergang am Waidhof führt, mit Lörrach verbunden. Mit Eröffnung des Herrschaftsbucktunnels auf dem neuen Teilabschnitt der A 98 zwischen dem Autobahndreieck Hochrhein und der künftigen Anschlussstelle Rheinfelden-Karsau (voraussichtlich Ende 2020) wird die Stadt maßgeblich vom Durchgangsverkehr entlastet.
An der Kreuzung von L 143, K 6336, K 6333 und Schildgasse (Gewerbegebiet im Ortsteil Karsau) wurde im Herbst 2009 der mit 88 Metern Außendurchmesser und fünf Armen größte Kreisverkehr in Baden-Württemberg und zugleich größte Turbokreisverkehr Deutschlands für den Verkehr freigegeben. Er ist für 40.000 Fahrzeuge täglich ausgelegt.

### Grenzübergänge
Das Hauptzollamt Lörrach unterhält in Rheinfelden zwei Grenzübergange: einer am Autobahnzoll an der Bundesautobahn 861, einen an der Alten Rheinbrücke Rheinfelden. Der Grenzübergang an den Alten Brücke Rheinfelden ist ab März 2008 für den motorisierten Individualverkehr geschlossen.

### Behörden

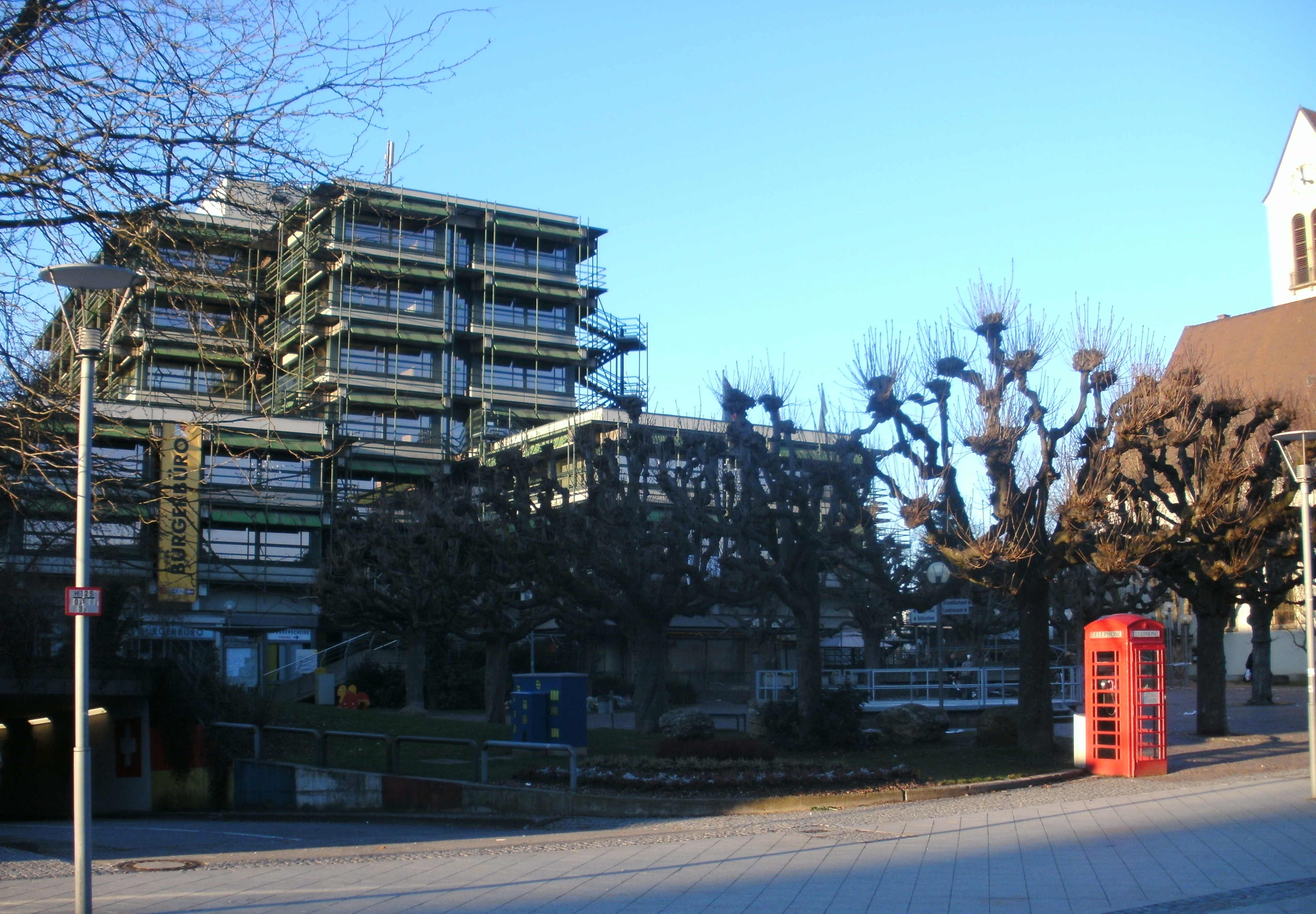
Rathaus

In Rheinfelden befindet sich eine Außenstelle (Kraftfahrzeugzulassung) des Landratsamts Lörrach, eine an der Eichendorffschule angesiedelte sonderpädagogische Beratungsstelle des Staatlichen Schulamtes Lörrach, sowie Außenstellen des Kreisjugendamtes/Allgemeiner Sozialdienst und der Psychologischen Beratungsstelle des Landkreises.
Das Rheinfelder Rathaus wurde nach Plänen des gebürtigen Karsauers Herbert Schaudt zusammen mit dem Rheinfelder Architekten Lothar Reichart erbaut.

### Medien
Über das Lokalgeschehen in Rheinfelden (Baden) berichten als Tageszeitung die Badische Zeitung aus Freiburg im Breisgau in lokaler Kooperation mit dem Südkurier aus Konstanz, sowie Die Oberbadische (früher „Oberbadisches Volksblatt“) aus Lörrach.

### Bildungseinrichtungen

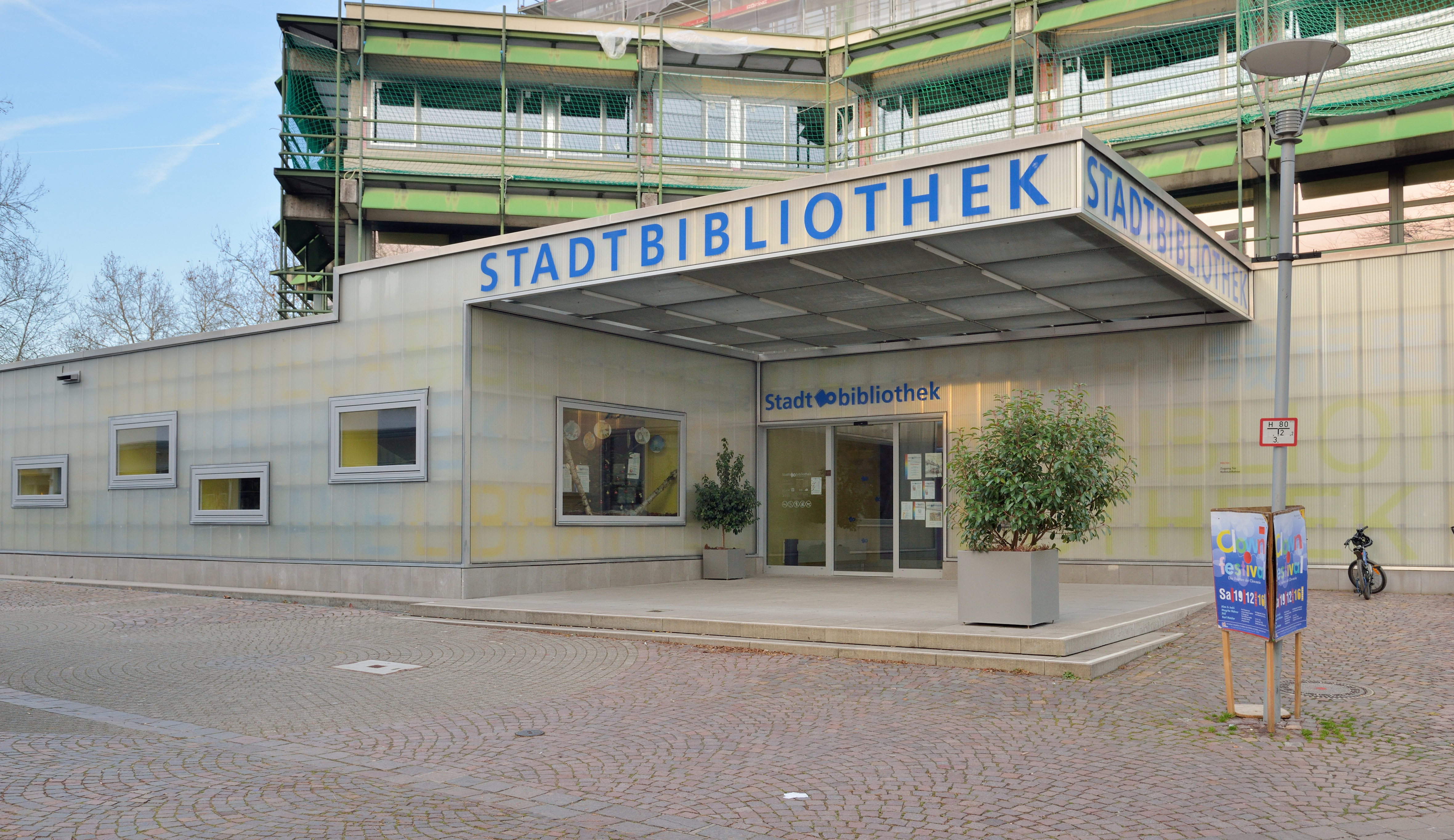
Haupteingang der neuen Stadtbibliothek

In Rheinfelden (Baden) gibt es zwei Gymnasien (Georg-Büchner-Gymnasium und Technisches Gymnasium), eine Realschule (Gertrud-Luckner-Realschule), eine Förderschule (Eichendorff-Schule), drei Grundschulen (Goetheschule, Fridolinschule und Hebelschule) und sechs Grund- und Hauptschulen (Christian-Heinrich-Zeller-Schule, Dinkelbergschule, Goethe-Grund- und Hauptschule, Hans-Thoma-Grund- und Hauptschule Warmbach, Scheffel-Grund- und Hauptschule Herten und Schillerschule Rheinfelden). Im Schloss Beuggen angesiedelt ist eine Außenstelle der privaten Schule für Erziehungshilfe Tüllinger Höhe.
Der Landkreis Lörrach ist Träger der Gewerbeschule Rheinfelden.
Die private Abendrealschule, die private Fachschule für Heilerziehungspflege am Sankt Josefshaus Herten und die private Karl-Rolfus-Schule für Geistig- und Körperbehinderte am St. Josefshaus Herten runden das schulische Angebot ab. Der Behinderten-Organisation angegliedert ist die Anstaltskirche St. Josef.
Eine Volkshochschule und eine Stadtbibliothek sind in Rheinfelden ebenfalls vorhanden. Anfang November 2009 eröffnete die Bibliothek in neuen und deutlich größeren Räumlichkeiten, die nach einer Planung von Günter Pfeifer als Anbau an das Rathaus in der Stadtmitte verwirklicht wurden.

### Medizinische Einrichtungen
Das Kreiskrankenhaus Rheinfelden wurde im Zuge der Umstrukturierung der Krankenhauslandschaft im Landkreis Lörrach und dem damit verbundenen Bau des Lörracher Zentralklinikums vorzeitig am 19. und 20. April 2024 geschlossen.
Die von Gerhard Dieterich, dem Schwiegersohn der ersten Rheinfelder Ärztin und Ehrenbürgerin Therese Herzog-Rennau, 1957 gegründete und seither mehrfach erweiterte Rheinfelder Frauenklinik war überregional renommiert. Die Klinik gab zum 31. Oktober 2011 die geburtshilfliche Abteilung auf und meldete danach zum Jahreswechsel Insolvenz an. Zum 31. Oktober 2012 ging das Eigentum an der ehemaligen Frauenklinik an einen regionalen Investor über, der die Immobilie nach erheblichen Umbaumaßnahmen inzwischen als Wohnraum vermarktet.

### Soziale Einrichtungen (Auswahl)
- Bürgertreffpunkt Gambrinus
- ein Jugendhaus in der Kernstadt und drei Jugendtreffs in den Ortsteilen
- mehrere städtische und kirchliche Kindertageseinrichtungen
- Familienzentrum
- Bürgerheim (städtische Seniorenpflegeeinrichtung)
- St. Josefshaus Herten

## Persönlichkeiten

### Ehrenbürger
Die Stadt Rheinfelden (Baden) hat folgenden Personen das Ehrenbürgerrecht verliehen:
| Datum der Verleihung   | Name                  | Lebensdaten                                                | Tätigkeit                                                                                |
| ---------------------- | --------------------- | ---------------------------------------------------------- | ---------------------------------------------------------------------------------------- |
| 20. Dezember 1929      | Robert Haas           | 1869–1943                                                  | Generaldirektor der Kraftübertragungswerke Rheinfelden und Professor an der TH Karlsruhe |
| 22. März 1933          | Friedrich Jung        | † 5. September 1957                                        | Direktor des Degussa-Werkes                                                              |
| 10. Mai 1961           | Therese Herzog-Rennau | * 12. Mai 1886; † 9. März 1980                             | erste in Rheinfelden praktizierende Ärztin (ab 1912)                                     |
| 20. März / 2. Mai 1980 | Maurice Sadorge       | * 1. April 1902 in Maintenon; † 14. November 1984 in Dreux | Bürgermeister der Stadt Fécamp, Normandie                                                |
| 24. Juni 1987          | Adolf Hermann         | * 13. November 1910; † 20. Januar 1998                     | katholischer Stadtpfarrer                                                                |
| 24. Juni 1988          | Herbert King          | * 2. Juni 1920; † 5. Juli 2001                             | Oberbürgermeister                                                                        |
| 16. Juni 2012          | Eberhard Niethammer   | * 19. November 1948                                        | Oberbürgermeister                                                                        |

### Söhne und Töchter der Stadt oder ihrer Ursprungsgemeinden
- Anton Winterlin (1805–1894), Kunstmaler
- Hermann Wildpret (1834–1908), Gärtner und Botaniker
- Samuel Zeller (1834–1912), Lehrer, Anstaltsleiter und Seelsorger
- Karl Fritz (1864–1931), Erzbischof des Bistums Freiburg im Breisgau
- Eduard Berenbach (1885–1962), Fürstlich Fürstenbergischer Geistlicher Rat und Hofkaplan
- Clara Kress (1899–1971), bildende Künstlerin (Textilkunst, Graphik, Malerei)
- Alban Spitz (1906–1996), Maler, Graphiker, Schriftsteller
- Richard Kurth (1908–1970), Konditor
- Friedebert-Johannes Kuntz (1915–1945), Schulbruder und Märtyrer
- Hellmut Waßmer (1926–2014), Berufsschulpädagoge
- Jürgen Untermann (1928–2013), Linguist, Philologe und Epigraphiker
- Renate Heitzmann (* 1947), Regisseurin
- Volker Skierka (* 1952), Journalist und Autor
- Gabriele Langendorf (* 1961), bildende Künstlerin und Kunstprofessorin
- Christoph Mutter (* 1961), Rechtsanwalt
- Sonja Ohlenschläger (1961–2020), Kunst- und Kulturhistorikerin
- Anne-Sophie Mutter (* 1963), Violinistin
- Barbara Gebler (* 1963), Filmregisseurin
- Christine Hatzky (* 1965), Historikerin
- Tobias Eder (* 1966), bildender Künstler
- Gabriele Metzler (* 1967), Historikerin und Hochschullehrerin
- Lutz Schmitt (* 1967), Biochemiker und Hochschullehrer
- Stefan Selke (* 1967), Soziologe, Hochschullehrer und Publizist
- Matthias Eder (* 1968), Bildhauer
- Ulrich Lusche (* 1968), Jurist und Politiker (CDU), Landtagsabgeordneter
- Dirk Amrein (* 1969), Posaunist
- Jochen Böhler (* 1969), Historiker
- Burkhardt Wolf (* 1969), Literatur- und Medienwissenschaftler, Hochschullehrer
- Dietmar Dath (* 1970), Autor, Journalist und Übersetzer
- Martina Lammel (* 1970), Designerin, Sachbuchautorin
- Marc Zirlewagen (* 1970), Journalist und Studentenhistoriker
- Florian Pfeffer (* 1970), Grafikdesigner und Hochschullehrer
- Monique Ludwigs (* 1971), Gewichtheberin
- Hans-Dieter Dreher (* 1972), Springreiter
- Tobias Roese (* 1975), Sprinter
- Ruwen Faller (* 1980), Sprinter
- Malte Dürrschnabel (* 1982), Jazzmusiker
- Curly (* 1986), Rapper, Songwriter und Musikproduzent
- Alisa Vetterlein (* 1988), Fußballspielerin
- Andreas Heimann (* 1992), Schachspieler
- Laura Vetterlein (* 1992), Fußballspielerin
- Dominik Hoyer (* 1994), Jazzmusiker
- Philipp Hercher (* 1996), Fußballspieler
- Raoul Petretta (* 1997), Fußballspieler

### Sonstige Persönlichkeiten
- Christian Heinrich Zeller (1779–1860), Pädagoge und Kirchenliederdichter, Gründer der Armenschullehreranstalt Beuggen
- Walther Rathenau (1867–1922), Industrieller und Politiker, gründete 1895 die Elektrochemischen Werke Rheinfelden GmbH (heute EVONIK)[35]
- Fritz Schneider (1875–1950), Maler, Kirchenmaler, Bühnenbildner. Erschaffer des «Latschari»
- Friedrich Kraft (1904–1970), Pfarrer, Mitglied der Bekennenden Kirche
- Leonhard Eder (* 1933), Bildhauer
- Peter Osypka (* 1934), Unternehmer und Stifter
- Edward H. Tarr (1936–2020), Trompetenvirtuose und Musikwissenschaftler, lebte mit seiner Frau Irmtraud im Ortsteil Eichsel
- Hans Rudolf Henche (1940–2024), orthopädischer Chirurg, Mitbegründer der Kniegelenks-Arthroskopie in Deutschland
- Alfred Winkler (* 1946), SPD-Abgeordneter im Landtag von Baden-Württemberg, Gemeinderat in Rheinfelden, Ortschaftsrat und Ex-Ortsvorsteher des Ortsteils Herten
- Holger V. O. Dieterich (* 1948), Gynäkologe, Senologe und Brust-Chirurg
- Irmtraud Tarr (* 1950), Konzertorganistin, Autorin und Psychotherapeutin
- Thomas Blubacher (* 1967), Autor und Regisseur
- Christian Gutfleisch (* 1968), Jazzmusiker
- Franz Fischer (1887–1967), Gemeinderat in Rheinfelden bis 1933, Inhaftierter in Dachau und Natzweiler, Bürgermeister nach dem Zweiten Weltkrieg
- Francois Vouga, Professor für Neues Testament, lebt seit 2007 in Rheinfelden-Warmbach[36]
- Michael Blos (* 1976), Bundestagsabgeordneter (seit 2025)